# التأثير الاجتماعي لجائحة كوفيد-19 في جمهورية أيرلندا
كان لوباء كوفيد-19 في جمهورية أيرلندا عواقب بعيدة المدى في البلاد تتجاوز انتشار المرض نفسه والجهود المبذولة لعزله، بما في ذلك الآثار السياسية والثقافية والاجتماعية.

## الاتصالات
في أعقاب الأخبار الكاذبة والشائعات التي تُتداوَل على الإنترنت، بما في ذلك الادعاءات بفرض إغلاق أحمر للحالة من قبل الجيش سيُطبّق اعتبارًا من الساعة 11:00 يوم الاثنين 16 مارس، وجه الوزراء وقائد قوات الدفاع دعوات للأشخاص ليكونوا أكثر مسؤولية عن المعلومات التي شاركوها عبر الإنترنت وأن يثقوا فقط في المصادر حسنة السمعة.
أجّلت صحيفة أن بوست إلى أجل غير مسمى زيادة أسعار الطوابع (التي كان من المقرر أن تبدأ في 18 مارس)، وأعلنت عن ساعات عمل مبكرة في أيام الجمعة لأعضاء المكتبات المفتوحة للحصول على معاشاتهم التقاعدية وأدخلت تدابير للحد من الاتصال بين العملاء والموظفين، بما في ذلك الإيقاف المؤقت للحاجة إلى مستلمي الطرود للتواقيع. وزّع مزود الخدمة البريدية أيضًا بطاقتين بريديتين مجانيتين لكل أسرة، لمن يرغبون في الاتصال بالآخرين في أي مكان آخر في الدولة. تأخر تسليم الطرود والرسائل وطلب إبقاء الأطفال بعيدًا أيضًا. استبعدت الحكومة مطالبة صحيفة أن بوست بتعليق مدفوعات ترخيص التلفزيون.
أجلت شركة الاتصالات إيير إلى أجل غير مسمى دفعها المُنتظَر في 31 مارس لرسوم الاشتراك في خدمة البريد الإلكتروني eircom.net بعد انتقادات لتوقيتها (على الرغم من أن الشركة أعلنت عن الاتهام في فبراير، قبل أن يُعرف بدء تأثير الفيروس على أيرلندا).
استمرت عمليات المسح التي تجري كجزء من خطة النطاق العريض الوطنية في أيرلندا، مثل الأعمال الجارية في أحد مواقعها الرئيسية في كافان، اعتبارًا من أوائل أبريل.

## الثقافة

### الاستعراضات والمهرجانات العامة
أُلغيت مسيرات عيد القديس باتريك بسبب مخاوف من أنها قد تشكل تهديدًا للصحة العامة. كانت غالواي آخر مدينة أيرلندية تحدث فيها هذه المسيرات، فقد أجّل السياسيون المحليون اتخاذ القرار حتى أجبرتهم الحكومة على ذلك بإلغاء جميع العروض. ألغت مؤسسة أورانج مسيراتها السنوية في 12 يوليو بسبب الفيروس، وأحد تلك المسيرات التي ألغيت مسيرة في روسنولاغ. في 29 أبريل، أُعلن أنه سيُلغى مهرجان دبلن برايد 2020، مع إقامة «مهرجان رقمي تفاعلي» بديل بدلًا منه. مما أدى إلى إلغاء مهرجان باليناسلو هورس فاير في 26 يونيو لعام 2020، المقرر عقده في باليناسلو في بداية أكتوبر. وألغي مهرجان ليسدونفارنا ماتشميكينغ في 20 يوليو لعام 2020، المقرر عقده في ليسدونفارنا اعتبارًا من 4 سبتمبر. يقال إن إلغاء المهرجان سبب خسارة قدرها 2.5 مليون يورو لاقتصاد المدينة.

### غالواي 2020
حددت المفوضية الأوروبية مدينة غالواي كعاصمة الثقافة الأوروبية لعام 2020، وهي عملية بدأت، وخطط لها قبل سنوات. بعد إعلان تاويسيتش في واشنطن، والذي أغلق جميع المؤسسات الثقافية حتى 29 مارس، أعلن منظمو غالواي 2020 إلغاء بعض أحداثه القادمة، على الرغم من تأجيل معظمها. بحلول 24 مارس، ذكرت RTÉ أن خطة العام بأكمله كانت «في خطر شديد». في 7 أبريل، ذكرت RTÉ أن مؤتمرًا عبر الهاتف في ذلك الصباح قد كشف عن تسريح معظم الموظفين مؤقتًا وأن المدير الإبداعي لعقد غالواي 2020 قد انتهى. بحلول 10 أبريل، ذكرت صحيفة آرت الاستغناء عن برنامج العام بأكمله.

### الأدب
ألغي مهرجان كورك الدولي للشعر، المقرر عقده في الفترة ما بين 24 و28 مارس. في 11 مارس، أعلن مهرجان دون لوغير الأدبي من الجبال إلى البحر المقرر عقده في الفترة ما بين 26 و29 مارس عن إلغاء حَدَث 2020 بسبب الفيروس. في 23 مارس، أعلن مهرجان دبلن الدولي للأدب، وهو مهرجان أدبي سنوي كان من المقرر عقده في الفترة ما بين 15 و24 مايو عن تأجيله حتى وقت لاحق من العام ووعد باسترداد الأموال لأي شخص اشترى تذاكر لحدثين أعلن عنهما بالفعل يتعلقان بهيلاري مانتل وبوب جيلدوف، إذا لم تُعقد هذه الأحداث في وقت لاحق. أُلغي أسبوع كتاب ليستول، والذي كان سيُعقد حدثه السنوي الخمسون بين 27 و31 مايو، بسبب الفيروس. في 30 مارس، أعلن منظمو المهرجان الأدبي الرئيسي لمدينة غالواي، مهرجان كيرت الدولي السنوي للأدب، المقرر عقده في الفترة ما بين 20 و25 أبريل، أن المهرجان لن يستمر «في شكله المادي» في عام 2020 بسبب المشاكل الناجمة عن الإغلاق الوبائي، على أي حال لم يُؤجل رسميًا سوى مجموعة صغيرة من الأحداث المعلن عنها (بما في ذلك الاحتفال بالذكرى المئوية لإيليز ديلون) وأُعيدت قيمة التذاكر بالكامل. في 6 أبريل، أعلنت هيئة كيرت أنها ستقيم أول مهرجان أدبي رقمي بالكامل في العالم بين 23 و25 أبريل، مع الأحداث التي ستعقد في أماكن تقليدية مثل مسرح تاون هيل وجزيرة نون وتشارلي بيرن بوكشو، وأنها ستُبث مجانًا من خلال يوتيوب (بالرغم من طلب تبرعات لدعم الكتّاب المعنيين). أعلن مهرجان داكي بوك فيستيفال السنوي، المقرر عقده بين 18 و21 يونيو، عن تأجيل حدث 2020 بسبب الفيروس.

### الموسيقى
أُلغيت جميع الأحداث في قاعة الحفلات الوطنية، وأُلغي حفل فيس كويل السنوي. ألغت هيئة موسيقى غالواي حفلها السنوي في يوم الجمعة العظيمة في كنيسة القديس نيكولاس كوليجيت، والمقرر عقده في 3 أبريل، وأُجّل مهرجان سيليسيمو الجديد الذي يستمر تسعة أيام والمخصص للتشيلو حتى عام 2021. في 20 مارس، أُعلن عن إلغاء حفل فليد شويل 2020 المقرر إجراؤه في مولينجار في أغسطس. أطلقت منظمة حقوق الموسيقى الأيرلندية وجمعية الموسيقى المسجلة الأيرلندية صندوقًا مشتركًا للإغاثة في حالات الطوارئ، بدعم من صندوق الإغاثة العالمي التابع لسبوتيفاي للموسيقيين الأيرلنديين (مثل مؤلفي الأغاني والملحنين، الذين تأثرت سبل عيشهم. وبحلول 11 مايو أُلغي مهرجان إلكتريك بيكنيك لعام 2020، المقرر عقده في مقاطعة لاوا في بداية سبتمبر.

### الرسم والنحت
ألغى المتحف الوطني الأيرلندي معرضه إيريش هورس، وأوقفت معرض الرسام الإسباني بارتولومي إستيبان موريللو للعصر الذهبي (سلسلة من الأعمال المعروضة لأول مرة منذ عقود)، بالإضافة إلى تلك المتعلقة بدليل السفر الإيطالي النادر في القرنين السابع عشر والثامن عشر والفن النباتي الأيرلندي، بسبب الإغلاق الذي فرضته الحكومة.

### المسرح والشاشة
في منتصف أبريل، أعلنت هيئة شاشة أيرلندا عن تدابير دعم جديدة تهدف إلى تخفيف تأثير جائحة كوفيد-19 على صناعة التلفزيون والسينما الأيرلندية. كان من المفترض أيضًا أن يبدأ تصوير فيلم ذا لاست دويل الذي أخرجه ريدلي سكوت في أيرلندا في أبريل، ولكن وُضعت «فجوة إلى أجل غير مسمى». قبل ذلك بوقت قصير، أشارت تقارير إعلامية عديدة إلى مشاهدة أحد ممثليها، مات ديمون من الولايات المتحدة، في إيرلندا بعد أن حظرت بلاده السفر من أوروبا. أجرى ديمون مقابلة إذاعية في منتصف شهر مايو قبل مغادرته أيرلندا والعودة إلى بلاده. في 27 أبريل، أُعلن أنه سيُلغى إصدار روز أوف ترالي 2020 لأول مرة في تاريخها البالغ 61 عامًا.

### الاقتصاد
في منتصف شهر مارس، فقد ما يقرب 3% من السكان وظائفهم بسبب القيود المفروضة لتأخير انتشار الفيروس (بما في ذلك 70 ألف موظف في المطاعم و50 ألف موظف في الحانات وحوالي 20 ألف عامل في دور الحضانة ورعاية الأطفال). انخفض عدد الأشخاص في مناطق دبلن المزدحمة عادة مثل شارع جرافتون بحوالي 60 إلى 70 وحتى 80 بالمئة.
في 16 مارس، أعلنت وزيرة شؤون العمل والحماية الاجتماعية ريجينا دوهرتي عن دفع تعويضات البطالة الوبائية الناتجة عن فيروس كوفيد-19، والتي ستكون متاحة لمدة ستة أسابيع.
في 18 مارس، أعلنت البنوك، جنبًا إلى جنب مع وزير المالية باسكال دونوهو عن مجموعة من الإجراءات، بما في ذلك توفير رأس المال، وإعفاءات السداد وتأجيل إجراءات المحكمة.
في 19 مارس، أعلنت ريجينا دوهرتي أنه ستوزّع جميع المساعدات الاجتماعية كل أسبوعين بدلًا من كل أسبوع مثلما كان يجري قبل الجائحة، وذلك للحد من عدد الأشخاص الذين يتجمعون في مكاتب البريد.
في 24 مارس، أعلن عن خطة دعم الأجور المؤقتة لمدة اثني عشر أسبوعًا تبدأ في 26 مارس. سمح ذلك لأصحاب العمل بالمحافظة على مسؤولية دفع رواتب الموظفين أثناء الوباء بقصد الحفاظ على العلاقة بين صاحب العمل والموظف وضمان استمرار تسجيل الموظفين لدى أصحاب العمل، حتى يتمكنوا من العودة إلى العمل بسرعة بعد الوباء. حل برنامج دعم الأجور المؤقت محل مخطط استرداد العمال السابق.
بحلول أوائل أبريل، أعلن المكتب المركزي للإحصاءCSO)) أن ما يعادل أكثر من عُشر سكان البلاد عاطلون عن العمل. ووصف متحدث باسم شركة غودبودي ستوكبروكرز للأوراق المالية الأمر بأنه «غير مسبوق». بحلول الأسبوع التالي، زادت الأرقام التي تتلقى دعم الدخل بنسبة 40% عن إجمالي الأسبوع السابق.
أعلن مفوضي الإيرادات أن المنفيين الضريبيين، الذين يُسمح لهم عادةً بقضاء 183 يومًا من كل عام داخل أيرلندا، يمكنهم البقاء لفترة أطول في عام 2020 دون تأثير ذلك على الضرائب، إذا تمكنوا من تقديم دليل على أن الفيروس منعهم من المغادرة.
في 15 أبريل، نشر البنك المركزي الأيرلندي تقريرين يسلطان الضوء على انخفاض كبير في استخدام النقد وأجهزة الصراف الآلي في البلاد.
في 8 مايو، أظهرت أرقام المكتب المركزي للإحصاء (CSO) أن معدل البطالة تجاوز 28% من السكان، وهو الأكبر منذ عقدين.
في 9 مايو، أعلنت وزيرة الأعمال والمشاريع والابتكار، هيذر همفريز، عن «بروتوكول العودة إلى العمل بأمان» الذي نُشر على الإنترنت لدعم أصحاب العمل والعمال لوضع تدابير من شأنها منع انتشار الفيروس في مكان العمل، عندما يبدأ الاقتصاد في الانفتاح ببطء.
في 15 مايو، أعلنت وزيرة الأعمال والمشاريع والابتكار هيذر همفريز عن تفاصيل «منحة إعادة التشغيل» الجديدة بقيمة 250 مليون يورو، والتي ستمنح مساعدة مباشرة تتراوح بين 2000 و10000 يورو للشركات الصغيرة لمساعدتها على تحمل التكاليف المرتبطة بإعادة فتح وإعادة توظيف العمال بعد الإغلاق الذي حدث بسبب فيروس كوفيد-19.
في 22 مايو، وافقت حكومة أيرلندا على 6.8 مليار يورو كتمويل إضافي لوزارة شؤون التوظيف والحماية الاجتماعية، إذ كان من المقرر أن تصل إلى حد الإنفاق هذا العام في وقت مبكر من الشهر التالي.
في 23 يوليو، أطلقت الحكومة الأيرلندية حزمة حوافز الوظائف لشهر يوليو بقيمة 7.4 مليار يورو كإجراء من بين 50 إجراء لتعزيز الانتعاش الاقتصادي وإعادة الناس إلى العمل. وتشمل التدابير تمديد مدفوعات البطالة الوبائية حتى أبريل 2021، واستبدال خطة دعم الأجور المؤقتة بنظام دعم أجور العمالة من سبتمبر 2020 واستمراره حتى أبريل 2021.
في 14 أغسطس، وافقت حكومة أيرلندا على حزمة لدعم الشركات والاقتصادات في مقاطعات كيلدير وولاويس وأوفالي، بعد إعادة فرض تدابير الإغلاق في 7 أغسطس بسبب الزيادات الكبيرة في حالات في المقاطعات. تضمنت الحزمة زيادة بنسبة 20% لمنحة إعادة التشغيل للشركات في المنطقة وسيحق لها الحصول على دفعة إضافية تتراوح بين 800 يورو و5000 يورو، وتمويل بقيمة مليون يورو لشركة فايلتي أيرلندا للقيام بحملة ترويجية لجذب الزوار إلى المقاطعات بمجرد رفع القيود وإعطاء مليون يورو إضافية لمكاتب الشركات المحلية في المقاطعات الثلاث لزيادة المشاركة مع الشركات المحلية للتأكد من أنها على دراية بالقروض والمنح والقسائم التي يحق لها الحصول عليها.
في 21 أغسطس، أعلن السياسي ليو فرادكار عن حزمة من الإجراءات للشركات في كيلدير بعد تمديد القيود المفروضة بسبب جائحة كوفيد-19 بما في ذلك زيادة إضافية بنسبة 20% لمنحة ريستارت بلس.
في 28 أغسطس، أعلنت الحكومة الأيرلندية عن حزمة إجراءات بقيمة 16 مليون يورو لمساعدة الحانات والبارات والنوادي الليلية على إعادة فتحها، بما في ذلك زيادة بنسبة 40% في منحة إعادة التشغيل.
في 28 أغسطس، شجع وزير المالية باشال دونوهو أرباب العمل على التسجيل في خطة دعم أجور التوظيف التي تحل محل مخطط دعم الأجور المؤقت اعتبارًا من 1 سبتمبر 2020. يوفر المخطط إعانة ثابتة لأصحاب العمل المؤهلين الذين انخفضت أرقام مبيعاتهم بنسبة 30% بناءً على عدد الموظفين المؤهلين في كشوف رواتب صاحب العمل، بما في ذلك الموظفين الموسميين والموظفين الجدد.
في 1 سبتمبر، سجل أكثر من 22100 صاحب عمل في خطة دعم أجور العمل الجديدة التي حلت محل نظام كوفيد-19 المؤقت لدعم الأجور.
في 3 سبتمبر، كجزء من خطة تحفيز الوظائف في يوليو، أطلق توسيش مايكل مارتين وزير المالية وباشال دونوهو وزير الإعلام والسياحة والفنون والثقافة والرياضة خطة البقاء والإنفاق للمساعدة في زيادة المبيعات في قطاع الضيافة خارج الموسم والذي تأثر سلبًا نتيجة جائحة كوفيد-19، وستستمر هذه الخطة من 1 أكتوبر 2020 إلى 30 أبريل 2021.
في 7 سبتمبر، أُعلن أن أيرلندا أصبحت الآن في حالة ركود رسميًا بعد أن انكمش الاقتصاد بنسبة 6.1% بين أبريل ويونيو، إذ تسبّبت الجائحة بأكبر انخفاض فصلي على الإطلاق، بعد الأرقام الجديدة التي نشرها مكتب الإحصاء المركزي.
في 7 سبتمبر أيضًا، وكجزء من خطة تحفيز الوظائف في يوليو، افتتح تانيست ووزير المشاريع والتجارة والتوظيف ليو فارادكار، ووزير المالية باسشال دونوهو، ووزير الإنفاق العام والإصلاح مايكل ماكغراث، ووزير الزراعة والبحرية تشارلي ماكونالوغ، برنامج ضمان ائتماني جديد لفترة جائحة كوفيد-19 بقيمة ملياري يورو لتزويد الشركات الأيرلندية، بما في ذلك تلك التي تعمل في قطاعي الزراعة وصيد الأسماك، بالحصول على قروض منخفضة التكلفة بسبب تأثّرها بآثار جائحة كوفيد-19.

### تجارب المشاة
في 29 يونيو، أعلن مجلس مدينة كورك عن إنشاء العديد من الشوارع المخصصة للمشاة في كورك لمنح المطاعم المحلية فرصة لتوسيع طاقتها في الهواء الطلق. أجريت تجارب المشاة في شوارع توكاي وبلانكت وبومبروك وبرينسيس، وستُغلَق مؤقتًا حتى 31 أغسطس.
في 25 يوليو، أجريت تجارب المشاة في منطقة شارع جرافتون في دبلن لدعم الانتعاش الاقتصادي للمدينة من خلال توفير مساحة أكبر للمشاة خلال عطلات نهاية الأسبوع لتشجيع الناس على العودة للتسوق والاستفادة من المقاهي والمطاعم في المنطقة. طُبّقت التجارب في شارع آن ستريت ساوث، وشارع ديوك، وساوث ويليام ستريت، ودروري ستريت، ودام كورت، وستقام على مدار أربع عطلات نهاية أسبوع متتالية.
في 14 أغسطس، مدد مجلس مدينة دبلن تجارب المشاة في منطقة شارع جرافتون في دبلن حتى نهاية الشهر. وأعلن المجلس أنه سيُعطى تصاريح لمدة 7 أيام للطاولات والكراسي الخارجية في عدد من المواقع في محاولة لدعم الانتعاش الاقتصادي للمدينة.

## التعليم

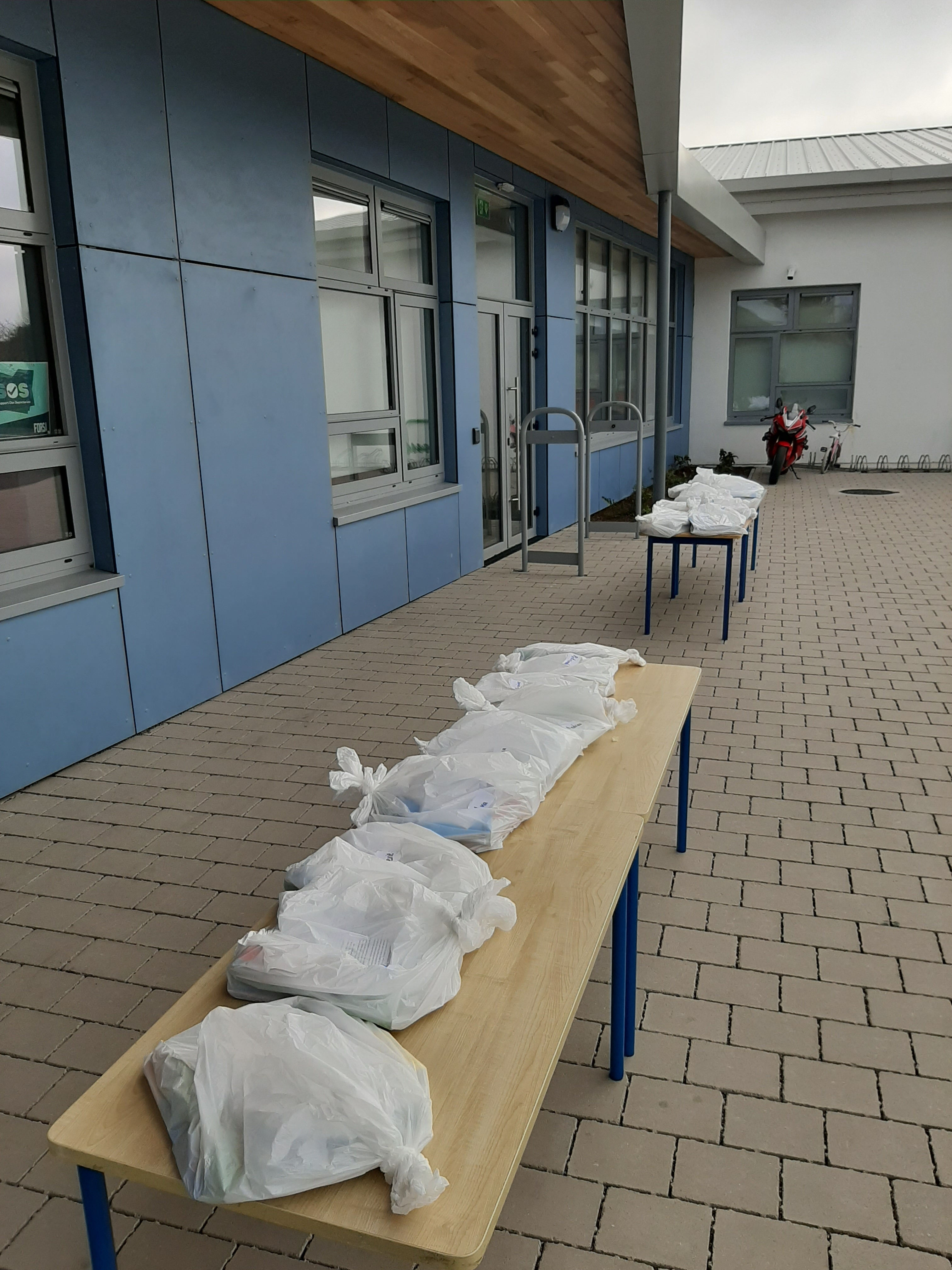
حقائب من الكتب موضوعة حتى يجمعها الطلاب خارج إحدى المدارس الابتدائية الأيرلندية.

### المدارس
في البداية، أُغلقت بعض المدارس بالدولة الأيرلندية ووُجِّه التلاميذ بتطبيق العزل الذاتي.
في يوم 12 مارس، أعلن التاوسيتش الأيرلندي (رئيس الوزراء)، ليو فرادكار، متحدثًا من واشنطن حيث كان يلتقي بالرئيس الأمريكي دونالد ترامب، إغلاق جميع المدارس، والكليات، ومراكز رعاية الأطفال بجميع أنحاء أيرلندا حتى يوم 29 مارس على الأقل. وفي يوم 1 مايو، أعلن التاوسيتش ليو فرادكار أن المدارس ستظل مغلقةً حتى شهر سبتمبر 2020.
في يوم 21 مارس، أعلنت شبكة الإعلام الوطني، راديو وتلفزيون أيرلندا (RTÉ)، عن البدء في عرض «المدرسة» مباشرةً على البرنامج التلفزيوني مركز المدرسة المنزلية. بدأت عمليات البث في يوم الإثنين الموافق 30 مارس، واستهدفت الأطفال الذي يحضرون الصف الأول إلى الصف السادس الابتدائي، أي بين سن السادسة والثانية عشر من العمر تقريبًا.
في يوم 24 مارس، أكد وزير التعليم جون ماكهيو أن المدارس لن تفتح مرةً أخرى في يوم 30 مارس، وهو الموعد الرسمي الذي كان مخطط له حتى هذا التاريخ. وفي يوم 29 مايو، أعلن التاوسيتش ليو فرادكار عن نية الحكومة لإعادة فتح المدارس بنهاية شهر أغسطس.
في يوم 2 أبريل، أجلت وزارة التعليم تقديم «نموذج الدمج المدرسي» الخاص بها لتعيين مساعدي ذوي الاحتياجات الخاصة (SNAs) في المدارس، والذي خُطط لهم أن يستمروا حتى شهر سبتمبر 2020، مشيرةً إلى إلغاء كافة الاجتماعات بسبب كوفيد 19 وإلى غياب المعالجين، والذين استدعتهم الدولة لمساعدة إدارة الخدمات الصحية (HSE) في معركتها ضد الجائحة. وفي يوم 2 أبريل أيضًا، أعلن راديو وتلفزيون أيرلندا عن إذاعة مسرحيات ويليام شكسبير، في صباح عطلات نهاية الأسبوع، ضمن الخطط الدراسية للشهادة الإعدادية والثانوية تلبيةً للطلاب الإنكليزيين بالمدارس الثانوية، والذين مُنعوا عن حضور العرض المسرحي المباشر قبل اختباراتهم.
أُجبرت مدرسة هيدفورت بمدينة كيلز، وهي المدرسة الداخلية الوحيدة لأطفال المرحلة الابتدائية، على الإغلاق نتيجةً لحالة الديون السيئة التي تفاقمت بسبب الجائحة.
ومع تأثير الفيروس على التلاميذ المنتقلين من المرحلة التعليمية الثانوية، أقامت إحدى المدارس بمقاطعة موناغان احتفالًا بالسيارات لتوديع تلاميذها الخريجين.

### الجامعات
ألغت كلية الثالوث (دبلن) محاضراتها في شهر مارس وانتقلت إلى نظام التعليم عبر الإنترنت.
في يوم 6 أبريل، أقامت جامعة غالواي أول احتفالات تخرج غير جسدية عبر الإنترنت في تاريخها، بعد تقديم اختبارات 190 طالبًا بكلية الطب لإرسالهم إلى الخدمة بالمستشفيات مع تطبيق هذا القرار فورًا. خاطب مايكل رايان، المدير التنفيذي الأيرلندي لبرنامج الطوارئ الصحية التابع لمنظمة الصحة العالمية (WHO)، هؤلاء الخريجون الذين سيتخرجون أيضًا من نفس الجامعة التي درس بها. أقامت الجامعة أيضًا احتفالًا مشابهًا عبر الإنترنت بعد يومين. أقامت كلية كورك الجامعية أول احتفال تخرج غير جسدي لها عبر الإنترنت في يوم 17 أبريل (قدمت الجامعة تاريخ الاحتفال إلى هذا اليوم أيضًا لنفس السبب)، مع مخاطبة التاوسيتش ليو فرادكار للخريجين عبر رابط فيديو وطلب من جميع الخريجين المغتربين في أيرلندا أن يبقوا داخل البلاد؛ لأن «كل من سيتخرج في هذا العام» سيضمن حصوله على فترة تدريب نتيجةً للفيروس.
في شهر مايو، أُعلن عن تطوير تطبيق للتباعد الاجتماعي خاص بالهواتف الذكية بواسطة باحثين من جامعة غالواي، والذي يُطلق اهتزازات بالهاتف عند الاقتراب الشديد بين الأشخاص وبعضها لمدة طويلة، مع وجود إمكانية تعليق الاهتزاز إذا كانت الحركة وقتها غير متاحة.
في شهر يونيو، كانت بعض الجامعات، مثل جامعة غالواي، تعيد رسوم الإيجار إلى الطلاب، وكانت جامعة دبلن تنوي أن تقوم بنفس الإجراء. تعهدت جامعة غالواي أيضًا بخفض رسوم الإقامة الجامعية بها خلال السنة الأكاديمية القادمة. ومع ذلك، خفضت كلية كورك عقد إيجارها بثلاثة أسابيع فقط للسنة الأكاديمية القادمة ولم تعلق كلية دبلن الجامعية حول نواياها بخصوص هذا الشأن.
في يوم 25 سبتمبر، أعلن وزير التعليم العالي والبحث العلمي والابتكار والعلوم، سيمون هاريس، أنه طلب من جميع معاهد التعليم العالي أن تقوم بإلقاء المحاضرات عن بُعد، إذا كان الأمر متاحًا، خلال الأسبوعين القادمين.

### إعادة فتح المدارس
في يوم 24 يوليو، أعلن التاوسيتش مايكل مارتن، ووزيرة التعليم نورما فولي، عن إعادة فتح جميع المدارس بشكل كامل في شهر أغسطس. ستُقدَم خطة شاملة إلى الحكومة في يوم الإثنين الموافق 27 يوليو لتوضيح تفاصيل حزمة التدابير والموارد التي ستحتاجها الحكومة، ثم ستُنشر هذه الخطة عقب الاجتماع.
في يوم 7 أغسطس، نُشرت إرشادات مُحدثة بواسطة وزارة التعليم، والتي توصي جميع المعلمين في كلتا المرحلتين الدراسيتين؛ الابتدائية والثانوية، بالإضافة إلى طلاب المرحلة الثانوية، بارتداء أقنعة الوجه عندما يتعذر الحفاظ على مسافة جسدية تصل إلى مترين بين كل شخصين.
في يوم 20 أغسطس، أكدت وزارة التعليم أن الحافلات المخصصة لطلاب المستوى الثاني ستعمل بسعة 50% فقط من سعتها الأصلية.
في يوم 24 أغسطس، أطلق كل من إدارة الخدمات الصحية، ووزارة الصحة، ووزارة التعليم نصائح للآباء حول الوقت الذي ينبغي فيه إبقاء الطلاب بالمنزل فضلًا عن إرسالهم إلى المدرسة، والوقت الذي يمكن أن يحضر فيه الطلاب قبل عودة المدارس. ضمت هذه النصائح قائمةً بها أربع احتمالات لا ينبغي فيها إرسال الطفل إلى المدرسة. وهي عندما يكون الطفل مصابًا بارتفاع في درجة الحرارة بواقع 38 درجةً أو أكثر، ويشمل هذا أيضًا ظهور أي عرض آخر من الأعراض الشائعة لكوفيد 19 مثل سعال جديد، أو فقدان في حاسة الشم أو التذوق، أو ضيق في التنفس، أو عند مخالطته لأحد المصابين إيجابيًا بكوفيد 19، أو عند إقامة الطفل مع أحد الأشخاص المرضى الذين يُشتبه إصابتهم بكوفيد 19.
صرحت وزيرة التعليم نورما فولي، متحدثةً على راديو وتلفزيون أيرلندا في يوم 25 أغسطس، أن المدارس الثانوية ستعيد الطلاب الذين سيمتنعون عن ارتداء أقنعة الوجه، دون وجود أسباب طبية، إلى منازلهم.

#### إغلاقات المدارس
في يوم 1 سبتمبر، أُرسل فصل بإحدى المدارس الابتدائية في دبلن إلى المنزل بعد الإصابة الإيجابية لأحد التلاميذ بكوفيد 19.
في يوم 2 سبتمبر، أُرسل فصل آخر بإحدى المدارس الابتدائية في دبلن إلى المنزل بعد الإصابة الإيجابية لعدد من التلاميذ بكوفيد 19.
في يوم 2 سبتمبر أيضًا، أُغلقت مدرسة ابتدائية في مقاطعة كلير لمدة أسبوع بعد التأكد من مخالطة عدد من العاملين بها لحالة كوفيد 19.
في يوم 3 سبتمبر، أرسلت مدرسة ابتدائية ومدرسة ثانوية بمقاطعة كيري عددًا من الطلاب إلى منازلهم بعد الإصابة الإيجابية للطلاب بكوفيد 19.
في يوم 7 سبتمبر، أكدت مدرسة بمدينة كورك حالةً إيجابيةً لكوفيد 19.
في يوم 11 سبتمبر، أكدت مدرسة ابتدائية بمدينة كاريغتوهيل (مقاطعة كورك) حالة كوفيد 19.
في يوم 13 سبتمبر، أكدت مدرسة ابتدائية بمدينة راثكورماك (مقاطعة كورك) حالة كوفيد 19، لتصبح بذلك ثالث مدرسة بمقاطعة كورك تؤكد وجود حالة كوفيد 19.
في يوم 14 سبتمبر، أكدت مدرسة ابتدائية بمدينة موت (مقاطعة وستميث) حالةً إيجابيةً لكوفيد 19.
في يوم 16 سبتمبر، أُكدت حالة ثانية لكوفيد 19 بمؤسسة غيلسكويل التعليمية في مدينة بالينكوليغ (مقاطعة كورك).
في يوم 20 سبتمبر، أكدت مدرسة ابتدائية بضاحية كوسان في مدينة أثلون (مقاطعة كورك) حالةً إيجابيةً لكوفيد 19.

#### خارطة الطريق وحزمة الدعم بقيمة 376 مليون يورو
في يوم 27 يوليو، أعلن كل من التاوسيتش مايكل مارتن، ووزيرة التعليم نورما فولي، ووزيرة الدولة لشؤون التعليم الخاص والدمج، جوزيفا ماديغان، عن حزمة دعم بقيمة 376 مليون يورو وخارطة طريق حول كيفية إعادة فتح المدارس في أيرلندا بنهاية شهر أغسطس، والتي تتضمن الاستعانة بمزيد من المعلمين، ومساعدي الاحتياجات الخاصة، ومعدات الوقاية الشخصية، وأنظمة تنظيف مشددة.
تضم حزمة الـ 376 مليون يورو:
- خططًا لإقامة 1080 مركزًا تدريسيًا للمستوى ما بعد التعليم الابتدائي بتكلفة 53 مليون يورو.[77]
- تمويلًا إضافيًا بقيمة 84.7 مليون يورو للمدارس بهدف توظيف هيئات بديلة من المدرسين، ومساعدي الاحتياجات الخاصة، بالإضافة إلى هيئة إدارية بديلة.[77]
- تمويلًا إضافيًا بقيمة 41.2 مليون يورو لتزويد المدارس الابتدائية بهيئة بديلة من العاملين.[77]
- مبلغًا إضافيًا بقيمة 52 مليون يورو للمدارس لتطبيق تدابير تنظيف ونظافة شخصية مُحسنة للتقليل من خطر انتقال كوفيد 19 داخل المدارس.[77]
- مبلغًا بقيمة 4.2 مليون يورو لتمكين المدارس من توظيف معاون مختص بتطبيق التغييرات اللوجستية اللازمة في المدارس، مثل نقل الأثاث، وتغيير تصميمات الفصول، وإقامة محطات تطهير الأيدي، ووضع اللافتات، وغيرها.[77]
- مبلغًا بقيمة 3.8 مليون يورو لتوفير وقت إعفاء لكل مدرسة ليكون بها مندوب عن العامل الرئيسي، والذي سيكون دوره متمثلًا في دعم المدرسة في التعامل مع خطر إصابات كوفيد 19.[77]

### أخرى
أعلنت الأكاديمية الملكية الأيرلندية للموسيقى (RIAM) في يوم 8 أبريل، والتي كانت قد أعلنت إلغاء اختباراتها لفصلي الربيع والصيف في يوم 12 مارس، أنها ستسمح باستقبال التقديمات عبر الإنترنت لأداء الاختبارات من المنزل في يونيو 2020.
في يوم 20 أبريل، أعلنت وزارة الثقافة والتراث والأراضي الغيلية عن إلغاء كافة دورات الكليات الصيفية الخاصة بتعلم اللغة الأيرلندية، والذي كان مخططًا إقامتها في مختلف مناطق الأراضي الغيلية بجميع أنحاء البلاد، مع تأثر مقاطعتي دونيغال وغالواي تحديدًا بالجائحة.

## الرعاية الصحية ورعاية المسنين

### المستشفيات
أُلغيت مواعيد المستشفيات غير العاجلة بالإضافة إلى الجراحات غير الطارئة حتى تتمكن المستشفيات من التعامل مع الخطر المتوقع بارتفاع حالات كوفيد 19.
طبقت العديد من المستشفيات قيودًا صارمةً على الزائرين أملًا في إيقاف انتشار الفيروس.
في مارس، شُخصت سيدة كفيفة بالخطأ على أنها مريضة كوفيد 19، والتي حولها طبيبها العام لتقييم حالتها بوحدة أمراض القلب، وقضت إثر ذلك بعض الوقت في جناح كوفيد 19 قبل أن أدرك الأطباء خطأهم.
في يوم 24 مارس، أعلنت الدولة أنها ستسيطر على كافة منشآت المستشفيات الخاصة خلال فترة الجائحة.
وفي منتصف شهر أبريل، أصدرت المحكمة العليا بعض الأوامر المؤقتة التي تسمح لإحدى المستشفيات بعزل أحد المرضى المسنين «ضعيفي الاستيعاب»، والذي أُصيب إيجابيًا بالفيروس في أثناء تلقيه العلاج بسبب إصابة بدنية، والذي يعتقد الأطباء أن تصرفاته (مثل عدم البقاء في غرفته بالمستشفى، والسعال بشكل مفتوح في أثناء التجول بالمستشفى، وعدم قدرته -بسبب حالته الصحية- على الالتزام بأساليب نظافة الأيدي على النحو المناسب) تعرض صحة الآخرين للخطر، بالإضافة إلى صحته الشخصية أيضًا، مع مخاوف تهدد أمنه وسلامته للخطر بسبب غضب المرضى الآخرين نتيجةً لهذه التصرفات). تقدمت المستشفى نفسها بطلب للمحكمة العليا ودعمت أسرة المريض موقف المستشفى.
استفاد المسنون المقيمون في منطقة من أيرلندا، تقع بين مركز مدينة دبلن جنوبًا حتى شمال مقاطعة وكسفورد، من إمكانية الحصول على زيارة عند أطباء قسم الطوارئ إذا كانوا راغبين في تجنب المستشفيات المزدحمة بالفيروس.
جُددت أجنحة السل بمستشفى سانت ماري في فينكس بارك وبدأت في استقبال مرضى كوفيد 19 من يوم 11 مايو.
في يوم 10 مايو، أبلغت أنباء إذاعة وتلفزيون أيرلندا عن تراجع عمليات تصوير الثدي الشعاعي ببرنامج فحص سرطان الثدي في أيرلندا بنسبة 100% في شهر أبريل 2020 عن أبريل 2019، بينما تراجعت عينات فحص سرطانات الرقبة بنسبة 96% في شهر أبريل 2020 عن أبريل 2019، مع توضيح إدارة الخدمات الصحية بتوقف كلا برنامجي فحص السرطان في شهر مارس بسبب الفيروس، وأن العينات القليلة الخاصة ببرنامج فحص سرطانات الرقبة، والتي حُللت في شهر أبريل، أُخذت في مارس. وفي يوم 24 يونيو، أعلنت إدارة الخدمات الصحية أنها تأمل أن تنجز الاختبارات المتراكمة لبرنامج فحص سرطانات الرقبة المعلقة بحلول شهر أكتوبر 2020، بعد أن كانت معلقةً منذ يوم 27 مارس.
في يوم 13 أبريل، أصدرت مستشفى سانت يوحنا الإله، وهو مستشفى للأمراض النفسية في منطقة ستيلورغان، تصريحًا يفيد بأن نصف طلبات الدخول المقدمة خلال الشهر الماضي كانت متعلقةً بالفيروس، ومن بينها أشخاص يعانون من عزلة اجتماعية شديدة، بالإضافة إلى عاملين بقطاع الرعاية الصحية أثقلتهم أعباء جهودهم في معالجة المرضى الحاملين للفيروس.
أظهرت دراسة نُشرت في منتصف شهر مايو بواسطة معهد البحوث الاقتصادية والاجتماعية (ESRI) انخفاض الحضور في أقسام الطوارئ بنسبة تتخطى 45% يوميًا خلال الأسبوع المنتهي في يوم 29 مارس مقارنةً بالأسبوع المنتهي في يوم 1 مارس، مع انخفاض ملحوظ بشكل كبير في حضور الأصغر سنًا.
في يوم 7 يونيو، أعلن المدير التنفيذي لإدارة الخدمات الصحية، بول ريد، وجود عشرة مستشفيات في أيرلندا خالية من حالات كوفيد 19.
في يوم 11 أغسطس، أُغلق جناح في مستشفى ناس العام أمام طلبات الدخول الجديدة بعد التأكد من وقوع تفشٍ لكوفيد 19 في يوم 10 أغسطس.
في يوم 14 أغسطس، وصلت قائمة انتظار بالمستشفى الوطني، نشرها صندوق شراء العلاج الوطني، إلى أكثر من 819 ألف حالة للمرة الأولى.
في يوم 18 أغسطس، أُسس فريق سيطرة على التفشي في مستشفى ليمريك الجامعي بعد الإصابة الإيجابية بكوفيد 19 لأحد المرضى وأحد العاملين بها.
في يوم 25 سبتمبر، أُكد تفشي لكوفيد 19 في جناح بالمستشفى الإقليمي بمدينة مولينغار (مقاطعة وستميث) بعد الإصابة الإيجابية بكوفيد 19 لعدد من المرضى هناك.

### الممرضات
كانت الممرضات غالبًا ما تجد سياراتهن مقيدةً عند عودتهن إليها بعد الانتهاء من العمل بالمستشفيات. وفي يوم 18 مارس، رفعت منظمة الممرضات والقابلات الأيرلندية (INMO) هذه القضية إلى إدارة الخدمات الصحية. وفي اليوم التالي، أمر المدير التنفيذي للإدارة، بول ريد، بالتعليق الفوري لمخالفات الوقوف الخاصة بالطاقم الطبي.
في شهر أبريل، أطلق مركز دوغ تراست في دبلن خطةً لمنح رعاية بديلة مؤقتة لكلاب العاملين في القطاع الطبي، والمشغولين بشكل كبير يمنعهم من رعاية حيواناتهم الأليفة. عرض مركز ذا كانين، وهو مركز لنظافة ورعاية الكلاب في جنوب ضاحية تشرشتاون في دبلن، تقديم خدمة مماثلة عندما سمحت الشرطة الأيرلندية للمركز بإعادة الفتح لرعاية الكلاب الخاصة بالممرضات، والأطباء، ومسؤولي إدارة الخدمات الصحية.
ومع ذلك، تعرقلت بعض الجهود المشابهة لرعاية أطفال العاملين بقطاع الرعاية الصحية. وبعد إطلاق هذه الحملة في يوم 7 مايو، أعلنت وزيرة الأطفال وشؤون الشباب، كاثرين زابوني، عن إلغاء هذه الحملة بعد مرور أسبوع في يوم 14 مايو. كان الشعب يترقب هذا المخطط بشكل كبير. وانتُقد إلغاؤه على نطاق واسع.
وفي يوم 23 يونيو، أعلنت منظمة الممرضات والقابلات الأيرلندية أن أيرلندا بها أعلى معدلات إصابة بكوفيد 19، بين العاملين في مجال الرعاية الصحية، على مستوى العالم.

### الإمدادات

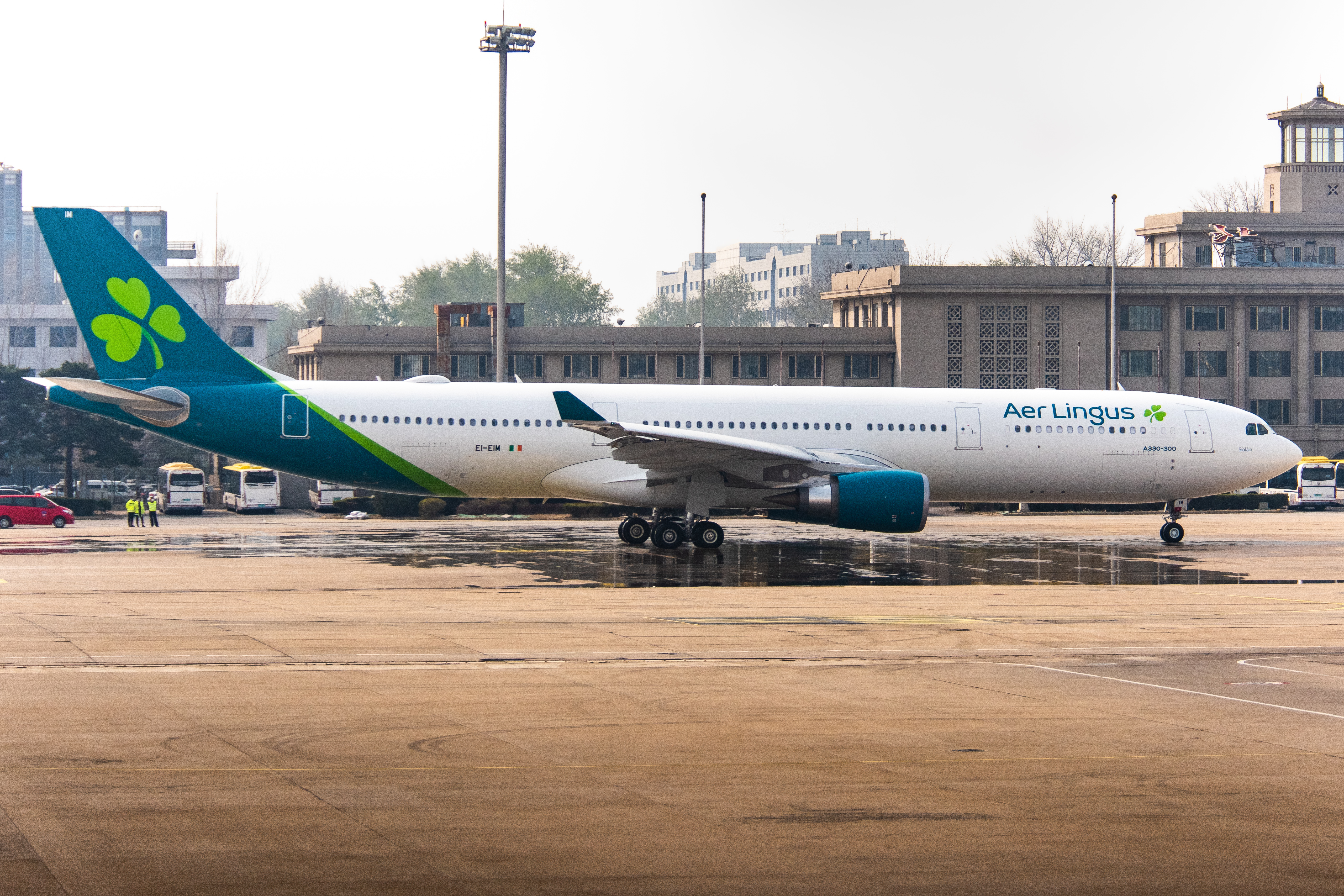
بدأت إير لينغس في الطيران إلى بكين في أواخر شهر مارس 2020 بأسطولها من طائرات إيرباص إيه 330-300 لجمع معدات الوقاية الشخصية (PPE) للعاملين الأيرلنديين في قطاع الرعاية الصحية.

زادت إحدى الشركات المصنعة لأقنعة الوجه الجراحية، للأسواق العالمية والمحلية، من إنتاجها. أُعيد توظيف شركة ليستوك للتقطير الموجودة بمدينة دروغيدا (شرق أيرلندا، شمال دبلن) لتنتج مطهرات الأيدي. بدأت شركة موفيل للملابس الموجودة في مدينة موفيل، والتي كانت مختصةً عادةً بتصنيع الملابس للمحامين ورجال الدين، في تصنيع الملابس الجراحية، بمساعدة من تبرعات العامة (والتي نظمها المصمم إيدل ماكبرايد، ودفعه على ذلك إزعاجه عندما سمع أن العاملين بقطاع الرعاية الصحية اضطروا لشراء ملابسهم الصحية). أعارت المكتبات العامة طابعاتها ثلاثية الأبعاد من أجل صناعة واقيات الوجه للعاملين بقطاع الرعاية الصحية. أحضر مهندسون أيضًا من كلية الثالوث (دبلن) العديد من الطابعات ثلاثية الأبعاد إلى منازلهم لصناعة واقيات الوجه. وافقت الصحيفة الأيرلندية للعلوم الطبية على تصميم قناع وجه منخفض التكلفة، ولم يُقصد به أن يكون بديلًا لمعدات الوقاية الشخصية، ولكنه سيعتبر «حلًا أخيرًا».
في منتصف شهر مارس، أطلقت شركة التقنية الأيرلندية كليفرن هيلث، بجانب طاقم مستشفى الجامعة، نظامًا يعتبر الأول من نوعه، لإرسال بعض البيانات الخاصة بمرضى كوفيد 19 الذين أُرسَلوا إلى منازلهم، مثل ضغط الدم والحرارة، إلى طاقم المستشفى، وبالتالي يوفر هذا النظام مزيدًا من أَسرة المستشفيات للمرضى الذين يعانون من حالات أكثر خطورةً. صممت شركة الأجهزة الطبية، ذا إنسباير تيم، والموجودة بجامعة غالواي، نظامًا لتمكين علاج مريضين باستخدام جهاز تنفس اصطناعي واحد بطريقة آمنة للمرة الأولى؛ وأُتيح هذا النظام للتصدير دوليًا. صممت شركة كومبيليفت، المختصة بتصنيع الرافعات الشوكية، والموجودة في شمال وسط مدينة موناغان، جهازًا فاصلًا لأجهزة التنفس الاصطناعي، للسماح بعلاج مريضين معًا، مع تمكين الفريق الطبي من التحكم في علاج كل مريض على حدة. وسابقًا، بدأت إدارة الخدمات الصحية في تخزين أجهزة التنفس الاصطناعي ترقبًا لارتفاع متوقع في أعداد الحالات التي ستصاب بضائقة تنفسية من الفيروس. ومع ذلك، في شهر أبريل، قاضت شركة ناروما المحدودة للخدمات الصيدلانية، الموجودة في مدينة سورد (دبلن)، إدارة الخدمات الصحية بالمحكمة العليا بدعوى خرق العقد، مصرحةً على اتفاق الإدارة معها في نهاية شهر مارس على صفقة لشراء الشركة أجهزة تنفس اصطناعي نيابةً عن إدارة الخدمات الصحية وتوصيلها من الشرق الأقصى في ثلاث شحنات بين يومي 20 أبريل و15 مايو، ولكن لم تحترم الإدارة هذا الاتفاق ولم تدفع لشركة ناروما أيًا من أموالها المُستحَقة.
وفي منتصف شهر أبريل، كشف المتحدث الرسمي لمون جاي إن، رئيس كوريا الجنوبية، أن الفنان الموسيقي الأيرلندي بونو كتب لرئيس كوريا الجنوبية يطلب منه بعض المعدات، بما يشمل معدات الوقاية الشخصية وعُدد التشخيص، والتي سيتحمل هو تكلفتها نيابةً عن أيرلندا.
وصلت بعض معدات الوقاية الشخصية غير المناسبة، مثل العباءات الطبية التي لا تغطي أذرع من يرتديها، إلى مراكز اختبار كوفيد 19، ووحدات الإسعاف والمستشفيات في دبلن، ودونيغال، وسليغو، وغالواي، وليمريك، في أواخر شهر مارس وأوائل شهر أبريل. بدأت وحدة الأمراض المعدية بمستشفى كورك الجامعي في إرسال أقنعة الوجه من طراز كيه إن 95 (KN95) المستوردة من الصين إلى مدرسة مجتمع كينسيل، حيث كان الطلاب هناك قادرين على إصلاحها ثم إرسالها مرةً أخرى إلى المستشفى ليستخدمها الطاقم الطبي. دعت إدارة الخدمات الصحية شركة وادي سولين للتصنيع لتسألها إذا كانت قادرةً على إصلاح إمدادات مستشفى كورك الجامعي من العباءات الطبية؛ وألحق العاملون بهذه الشركة المختصة بالأقمشة في كورك مشابك الأهداب والخطاطيف (لاصق فيلكرو) بدلًا من الأَزِمَّة المنزلقة، وأزالوا بعض أجزاء السيقان من العباءات وألحقوها بأكمام الذراعين.
في يوم 10 يونيو، هبطت أكبر طائرة بالعالم في مطار شانون مزودةً بشحنة من معدات الوقاية الشخصية المستوردة من الصين لإدارة الخدمات الصحية. تعتبر الشحنة التي تضم 900 ألف عباءة طبية من معدات الوقاية الشخصية أكبر شحنة على الإطلاق تطلبها أيرلندا، وستستمر لمدة 12 ونصف يومًا في ظل مستويات الطلب الحالية عليها.

### التوظيف
قال وزير الصحة سيمون هاريس، في مؤتمر صحفي مساء يوم 16 مارس، أن المستشفيات ستحتاج إلى المزيد من أفراد الطاقم الطبي على مستوى الدولة، وأن حملة التوظيف ستنطلق في يوم 17 مارس. وفي يوم 17 مارس، أعلن هاريس عن استشارات مجانية بشأن اختبارات كوفيد 19 بجانب حملة التوظيف لتعيين المزيد من العاملين بقطاع الرعاية الصحية، بما يشمل هؤلاء الذين تقاعدوا عن العمل والعاملين بنظام الدوام الجزئي. طلبت إدارة الخدمات الصحية من جميع العاملين بقطاع الرعاية الصحية (وحتى غير العاملين بها) أن يسجلوا ليكونوا «على أهبة الاستعداد من أجل أيرلندا» إذا لم يسجلوا بعد. وكان أحد الذين سجلوا على الفور، روشين دوهرتي، وهي زوجة السياسي بحزب شين فين، بيرس دوهرتي. وكانت روشين ممرضةً سابقةً ثم أصبحت بعد ذلك معلمةً ولكنها أصبحت عاطلةً عن العمل بعد إغلاق المدارس. جاء آخرون من خارج البلاد. وفي يوم 5 أبريل، أعلنت صحيفة التايمز الأيرلندية عن متقدم آخر رفيع المستوى: وقالت الصحيفة أن التاوسيتش ليو فرادكار، في استجابة منه لحملة التوظيف، قد انضم مرةً أخرى إلى المجلس الطبي في الشهر الماضي، بنية العمل بالمجلس يوم واحد في الأسبوع. وأكد المتحدث الرسمي أن فرادكار أراد «المساعدة حتى ولو بشكل صغير» في «المجالات التي تقع ضمن نطاق ممارسته المهنية».

### سيتي ويست
في يوم 29 مارس، كشفت إدارة الخدمات الصحية منشآت جديدةً بفندق سيتي ويست في دبلن؛ وكان ذلك لغرض مزدوج، للعزل الذاتي للأفراد عند الحاجة لتكون منشأةً لخفض اكتظاظ المرضى بالمستشفيات عندما لا يكونوا جاهزين للعودة إلى منازلهم بعد.
وصل المرضى الأوائل في يوم 1 أبريل.
وفي يوم 29 أبريل، أبلغ مدير المنشأة عن زيادة في إحالة المرضى إليه خلال الأيام العشرة السابقة، وعن وجود 114 شخصًا في رعاية المنشأة حتى هذا التاريخ، من إجمالي عدد حالات الدخول والخروج بالمنشأة الذي وصل إلى 200 حالة حتى هذا التاريخ.
وفي يوم 19 يونيو، أعلنت إدارة الخدمات الصحية أن تكلفة استئجار الفندق لاستخدامه في جائحة كوفيد 19 وصلت إلى 21 مليار يورو تقريبًا. وكانت الإدارة تفكر في إنهاء هذا الاستئجار.  

### دور التمريض
طبقت دور التمريض قيودًا على الزوار من أوائل شهر مارس وحظرت جميع الأطفال.
توفي تسعة نزلاء بمركز ماريبوروه، بمستشفى سانت فينتان في بورتليش، خلال عطلة عيد الفصح، وأُكدت إصابة ثمانية منهم إيجابيًا بكوفيد 19، ما خفض من ثلث عدد النزلاء هناك.
في منتصف شهر أبريل، ساعد متطوعون من الصليب الأحمر الأيرلندي إدارة الخدمات الصحية والدفاع المدني في إجلاء 19 نزيلًا من دار رعاية بمدينة باليشانون (مقاطعة دونيغال)، مع نقلهم إلى مستشفى المجتمع سانت جوزيف بمدينة سترانورلار، عندما أُصيب طاقم الدار بالمرض.
في ليلة يوم 16 أبريل، أكدت إدارة الخدمات الصحية لصحيفة التايمز الأيرلندية وفاة أحد عشر نزيلًا بأكبر دور المسنين، الخاضعة للملكية العامة في مستشفى سانت ماري في فينكس بارك، بعد إصابتهم بالفيروس منذ يوم 2 أبريل. وفي يوم 25 أبريل، أكدت إدارة الخدمات الصحية وفاة عشرة نزلاء آخرين، ليصبح العدد الكلي للوفيات هناك 21 حالةً.
قالت وزيرة الأعمال والمشاريع والابتكار، والنائبة بمجلس أيرلندا عن دائرة كافان-موناغان البرلمانية، هيزر همفريز، في أثناء نقاشها حول انتشار الفيروس في مقاطعتي كافان وموناغان الحدوديتين على برنامج فيرجن ميديا نيوز الإخباري في أواخر شهر أبريل، أن «أربعة دور تمريض داخلية» قد مروا بحالات تفشٍ للفيروس.
أُبلغ عن وفيات في دور التمريض في ضاحية كاسلنوك وضاحية ميلتاون في دبلن، بالإضافة إلى المدن بيلموليت، ودوندالك، وبورتارلينغتون.
أقام المطرب الأيرلندي، دانيال أودونيل، عروضًا موسيقيةً في الهواء الطلق للمسنين النزلاء بدور الرعاية والمستشفيات حول مقاطعته الأم دونيغال؛ شاهد النزلاء العروض عبر نوافذهم. حصل أودونيل على مكبر الصوت الصغير الخاص به لإقامة هذه العروض وقال: «ملأ هذا الحفل وقت فراغي، ولم يأخذ مني أي شيء ومنح هؤلاء الناس المقيمون بالمستشفيات والأماكن الأخرى المختلفة قدرًا ضئيلًا من التغيير في الجو العام».
في يوم 21 يوليو، أعلنت هيئة المعلومات الصحية والجودة أن نصف دور التمريض الخاضعة للتفتيش بواسطة الهيئة لم تكن ملتزمةً بتطبيق اللوائح المناسبة للسيطرة على العدوى والوقاية منها.

## وسائل الإعلام
في التاسع من مارس 2020، صُور برنامج الأحداث الجارية التلفزيوني الذي يُعرض ليلة الاثنين بعنوان مباشر مع كلير بيرن مع خفض عدد جمهور الاستديو سعيًا لتطبيق التباعد الاجتماعي؛ وبعد سبعة أيام، بتاريخ 16 مارس 2020، لم يُسمح بحضور أي أحد من الجمهور، وقابلت مقدمة البرنامج كلير بيرن ضيوفها -مثل وزير الصحة سيمون هاريس- في بث مباشر من سقيفة حديقتها لأنها نُصحت بعزل نفسها. في 23 مارس، قبل البث الأسبوعي الثاني للأمة من سقيفتها، أكدت بيرن أن اختبار كوفيد-19 الذي أجرته كان إيجابيًا؛ وجاء الخبر صادمًا لها لأنها لم تشعر بارتفاع الحرارة وافترضت أنها مصابة بالبرد الشائع، مع أن أعراضها ساءت مع مضي الأسبوع، وعانت من صعوبة بسيطة في التنفس وشعرت بالتعب. أُشير إلى إصابة بيرن قبل يومين بعد الإبلاغ عن إصابة موظف في راديو تلفزيون أيرلندا (آر تي إي) بكوفيد-19. في السادس من أبريل، عادت بيرن لتصوير برنامج مباشر مع كلير بيرن في استديو آر تي إي 1.
في 15 مارس 2020، أعلنت صحيفة ذي إيريش تايمز عن إغلاق مبناها في شارع تارا ستريت في دبلن فوريًا بسبب إصابة أحد أفراد طاقم العمل بكوفيد-19، لكن استمر نشر الصحيفة الورقية واستمر الموقع في تحديث أخباره.
في 18 مارس، أعلنت كيارا كيللي مقدمة برنامج نيوزتوك والطبيبة السابقة عن إصابتها بكوفيد-19، ومع أنها لم تعد تمارس عملها الطبي، اتخذت الاحتياطات اللازمة ولم تخرج من منزلها. استمرت كيللي بتقديم نسختي الاثنين والثلاثاء من برنامجها لنش تايم ليف من غرفة تهوية الملابس في منزلها (نوع من غرف التهوية في إيرلندا)، ووصف مايك هياني الكاتب في مجلة ذي إيريش تايمز برنامجها ليوم الأربعاء أنه كان «عرضًا مقنعًا، أبرز ما فيه أن امرأةً مريضةً تقدمه في غرفة تهوية الملابس».
في 20 مارس أيضًا، أجرى ريان توبريدي اختبارًا «تجريبيًا» على الهواء مباشرةً في عرض ذا ليت ليت شو. بعد خمسة أيام لم يظهر توبريدي في برنامجه الصباحي على الراديو متذرعًا بشكواه من «سعال مستمر»، وناب عنه أوليفر كالان. بعد يومين، أعلن راديو تلفزيون أيرلندا أن ميريام أوكالاغان ستقدم النسخة المسائية من ذا ليت ليت شو، وهذه أول مرة في تاريخ البرنامج الذي يمتد 58 سنةً تستلم امرأة هذه المهمة، والمرة الأولى التي يغيب فيها توبريدي عن البرنامج منذ وفاة والده عام 2013، والمرة الأولى التي يغيب فيها مقدم البرنامج المعتاد عن حلقتين كاملتين منذ فترة العمل القصيرة التي قدم فيها فرانك هول البرنامج في منتصف الستينيات.
في يوم الاثنين 30 مارس، لم يظهر توبريدي في برنامجه الراديوي ثانيةً، واستمر كالان بالعمل نيابةً عنه؛ أعلن توبريدي إصابته بالفيروس لاحقًا في ذاك النهار. في 3 أبريل يوم الخميس، أكدت آر تي إي أن أوكالاغان ستقدم عرض ذا ليت ليت شو ثانيةً، وهي أول مرة في تاريخ البرنامج يغيب فيها المقدم الأساسي عن حلقتين متتابعتين. في السابع من أبريل، عاد توبريدي لتقديم برنامج الراديو الصباحي خاصته.
في 26 مارس، بدأ راديو تلفزيون أيرلندا البحث عن مشاركين في سلسلة تلفزيون الواقع الجديد أوبيريشن كوفيد نيشن، الذي اشتُق عنوانه من برنامج خسارة الوزن أوبيريشن ترانسفورميشن. أثار إطلاق هذا البرنامج الجديد ذو العنوان المختلف احتجاجًا كبيرًا بسبب غضب الناس من الفكرة عديمة الشعور، وعبرت كاثرين توماس -التي تعمل أيضًأ في مجال فقدان الوزن واللياقة الجسدية- عن خيبتها بقولها: «لا يتعلق البرنامج بأي شكل بفقدان الوزن الذي نعمل في مجاله».
في التاسع من أبريل، أثر الفيروس على موقع فورا الذي أغلقته الشركة الأم وحولت المتابعين إلى الموقع المشابه ذا جورنال.آي إي بسبب انخفاض إيرادات الإعلانات ما دفع الشركة لتخفيض التكاليف.
ألغى برنامج يا نصيب الوطني عرض لعبته الأسبوعية سلسلة الانتصارات وسحب بطاقات السكراتش (بطاقات الخدش) من المتاجر. توقف تصوير مسلسل فير ستي، وأصبحت الحلقات تُعرض مرتين أسبوعيًا بدلًا من أربعة. بُثت آخر حلقة يوم عيد الفصح. مُنعت قناة تي جي فور من التغطية الحية للألعاب السلتية، وبثت المباريات السابقة بدلًا منها. أعلنت القناة أيضًا نيتها عرض مباريات كأس العالم لكرة القدم لعام 1986 بدءًا من 1 مايو (بما فيها نهائي الأرجنتين وإنجلترا)، إضافةً إلى مباريات بطولات 1982 و1990 و1994. في 22 مايو، أعلنت القناة مواعيد عرض جديدة لمباريات كرة القدم والقذف والكاموجي القديمة طوال شهر يونيو. قامت قناة آر تي إي سبورت بالمثل، إذ عرضت جميع الأهداف المسجلة في عامي 2014 و2018 في كأس العالم لكرة القدم، وأعلنت نيتها بث ألعاب كرة القدم الكلاسيكية والقذف والرغبي والهوكي وكرة القدم الأمريكية في فترة عيد الفصح (مباريات مأخوذة من دوري أبطال أوروبا والأحداث المهمة من بطولة أمم أوروبا)، إضافةً إلى الوثائقيات مثل ميكو وبليرز أوف ذا فيثفول (لاعبو الوفاء).
نال نويل كونينغهام لقب رجل العام في مقاطعة دونيغال للسنة الثانية على التوالي لعدم القدرة على اختيار خليفة له بسبب الفيروس.
أثر وصول الفيروس أيضًا على وسائل الإعلام المحلية والإقليمية. في 11 مارس، أعلن هايلاند راديو عن تأجيل حفلة يستضيف فيها دانيال أودونيل في 18 مارس إحياءً لذكرى عيد الميلاد الثلاثين لمحطة الراديو. في 20 مارس، أعلنت مجموعة سيلتك ميديا عن تخفيض عدد عمالها مؤقتًا. في التاسع من مايو، أبلغت شركة منشورات شمال دبلن المحدودة -التي تملكها جزئيًا مجموعة سيلتك ميديا وناشرو جرائد دبلن المجانية جريدة نورث سايد بيبل وسوث سايد بيبل- موظفيها أنها ستغلق أبوابها وتسعى لتعيين مسؤول تصفية. انتشرت عدة محطات راديو جديدة نتيجة وصول الفيروس.
أعادت إذاعة الدولة آر تي إي بثها المميز الذي استمر 30 ساعةً للنص الكامل لرواية عوليس لكاتبها جيمس جويس للمرة الأولى منذ 38 عامًا على راديو آر تي إي 1 إكسترا في 16 يونيو 2020. تأثر قرار إعادة بث الرواية جزئيًا بالحجر الصحي المطبق في أيرلندا للحد من انتشار كوفيد-19.

## حفظ الأمن والسجون
أعلن حراس السلام (الشرطة الأيرلندية) عن إحداث تغييرات في طريقة المناوبات سعيًا لزيادة حضور الضباط في الأماكن العامة، إذ سيقسم مئات الطلاب اليمين الدستورية لقوات الشرطة قبل الموعد المحدد عادةً في الوضع الطبيعي، وستُنشر أكثر من 200 سيارة خاصة لمساعدة المواطنين المعرضين للخطر في المناطق الريفية بعد أن توضع عليها علامة الشرطة الأيرلندية وإشارة الهلال. زُودت السجون بأقنعة الوجه لتوزيعها على السجناء إذا أظهروا أعراض الفيروس. شُكلت وحدة وطنية لمكافحة كوفيد-19 في مقر قيادة الشرطة في فينكس بارك.
في 20 مارس، أعلن وزير العدل شارلي فلاناغان عن تمديد أذون الهجرة التي تنتهي بين 20 مارس و20 مايو مدة شهرين. أعلن الوزير أيضًا عن إطلاق سراح السجناء مؤقتًا. أُغلقت دائرة التجنيس والهجرة الأيرلندية في رصيف بيرغ في دبلن بسب الفيروس وأصبح تقديم الطلبات إلكترونيًا. أصبح طالبو اللجوء شرقي البلاد مشردين بعد بقائهم فترةً في المشفى مصابين بالفيروس؛ وأعلمت «مصادر صحية» جريدة إيريش إكزامينر أن أحد الرجال اضطر لقضاء وقت أطول من حاجته في المستشفى، بينما غادر رجل آخر «ليتولى أمره بنفسه». في 18 أبريل، وبعد شائعات مستمرة، ثبت تفشي الفيروس بين طالبي اللجوء الذين مُنحوا سكنًا في الفنادق جنوب غرب بلدة كاهيرسيفين؛ وافقت الإدارة على حجز طالبي اللجوء في الفنادق لحماية السكان المحليين، مع أنهم كانوا يستخدمون المتاجر والصيدليات المحلية قبل هذا التاريخ، وهذا ما أزعج أصحاب الأعمال التجارية المحلية وقادة المجتمع الذين وعدتهم الخدمات الصحية التنفيذية (إتش إس إي) بإخطارهم بأي فاشية قد تحدث، لكنهم لم يكتشفوا الأمر حتى وصولهم إلى الفنادق.
احتج السكان المحليون، طالبين إغلاق الفنادق والتحقيق بانتقال طالبي اللجوء إلى هناك من مكان آخر تسري فيه الجائحة. كتب سكرتير فلاناجان الخاص رسالةً إلى سياسي محلي يعلمه أن على مدراء هذه المراكز تحسين معايير التطهير. استمر ظهور الأعراض على طالبي اللجوء في كاهيرسيفين وظهرت نتائج الاختبارات إيجابيةً حتى شهر مايو. في منتصف مايو، أرسل الوزير فلاناجان رسالةً مفتوحةً لشعب مقاطعة كري مع إشارة خاصة إلى سكان كاهيرسيفين، معترفًا بالضائقة التي مروا بها نتيجة وجود طالبي اللجوء في بلدتهم، وبيّن الإجراءات الرئيسية المطبقة لمكافحة العدوى والتعامل مع المشكلة. أوصلت الجرائد المحلية في المقاطعة هذه الرسالة المكونة من أربع صفحات، ووصفتها جريدة إيريش إكزامينر بالاعتذار «غير المسبوق».
تحدثت تقارير عن رغبة السجناء بالتعاون مع ضباط السجون لمنع تعرضهم للفيروس. شملت إجراءات التباعد الجسدي في السجون وضع علامات مرئية وإغلاق النوادي الرياضية والصالات الترفيهية، وأُطعم السجناء ضمن مجموعات أصغر ومُنعت الزيارات الخارجية. خضع السجن لتنظيف دقيق، واستُبدل بالأطباق والأكواب طعام ساخن وُضع في أطباق من الورق المقوى صالحة للاستخدام مرةً واحدةً. نقصت كمية الأدوية التي أمكن إدخالها للسجن نتيجة الفيروس، ووفق تعبير أحد السجناء: «الموضوع لا يقصر على إدخال الدواء للسجن، بل على الحصول على الدواء أيضًا، انتهى الحديث!»، ويُعزى هذا النقص إلى القيود المطبقة وزيادة تواجد قوات الشرطة في الشوارع.
في 7 أبريل، وقع وزير الصحة سيمون هاريس لوائح تنظيمية بموجب الأحكام التي تندرج تحت تشريع الطوارئ الذي حظي بالموافقة مسبقًا، سعيًا منه لتقييد حركة الأشخاص وإقامة المناسبات، على أن يدخل حيز التنفيذ من 8 إلى 12 أبريل. منحت هذه الحركة التي أكدها هاريس في برنامج برايم تايم الشرطة الأيرلندية قوات إضافية تزامنًا مع فترة عيد الفصح. في 10 أبريل، مُددت هذه الإجراءات حتى 5 مايو.
في 28 أبريل، أُبلغ عن القبض على 76 شخصًا لعدم امتثالهم لأوامر الشرطة الأيرلندية التي تراقب وضع الوباء. في 12 مايو، أبلغت قوات الشرطة عن اضطرارها لاستخدم قوانين الطوارئ في 192 مناسبةً بين 8 أبريل (اليوم لأول) و9 مايو. في 19 مايو، أبلغت الشرطة عن استخدام قوانين الطوارئ 241 مرةً بين 8 أبريل و16 مايو.
في 13 مايو، عمم المقر العام للشرطة الأيرلندية رسالةً تعلن تعليق ساعات العمل الإضافية المتاحة للضباط العاملين في بعض الحالات لأهداف تتعلق بالميزانية.
في صباح 18 مارس، وُزعت أقنعة الوجه على الشرطة الأيرلندية، وأُمروا بارتدائها خلال وجودهم في الأماكن المغلقة (مثل العربات أو وسائل النقل العام) وفي أثناء التواصل المطول مع الآخرين (دون إلزام ارتدائها في الأماكن المفتوحة ونقاط التفتيش).
في 10 يونيو، أُعلن عدم تسجيل أي إصابة بين السجناء في جميع سجون البلاد التي يبلغ عددها 3,705.
في 22 أغسطس، ظهرت أول نتيجة اختبار إيجابية لدى سجينة بعمر 23 سنةً في مركز دوشاس.
في 29 سبتمبر، انخفض عدد عمليات السطو بنسبة 52.8% بين شهري مارس ويونيو بالتزامن مع فرض قيود متعلقة بجائحة كوفيد-19 وفق إحصاء الجرائم الذي نشره مكتب الإحصاءات المركزي.

### الاعتداءات
انتشرت اعتداءات السعال والبصاق في كل أنحاء البلاد، في العاصمة دبلن ومقاطعات أخرى مثل كافان وكورك ودونيجال ودبلن وكيلدير ولاوث وروسكومون وسليجو وتيبيراري ووترفورد.
في 23 مارس، ظهر رجل في مستشفى بلانتشاردتاون مدعيًا أنه يعاني من أعراض كوفيد-19 ويريد إجراء فحص. باشر هذا المريض بالبصاق أو السعال على إحدى الممرضات التي أجبرت نتيجة ذلك على الخضوع للعزل الذاتي، وظهر لاحقًا أن المهاجم مصاب بالفيروس.
في 24 مارس، باشر رجل وامرأة بهجمة سعال على وجه وزير الصحة سيمون هاريس قرب مبنى غوفرمينت بيلدنغس، وهربا ضاحكين. في 28 مارس، بصق شاب بعمر 32 سنةً من كيليني يُدعى طارق جاغو على آخرين يركبون حافلة دبلن وأخبر رجال الشرطة أنه أصابهم بكوفيد-19 عندما قدموا إلى مكان الحادثة في شارع إدوارد في مركز المدينة؛ أشار القاضي إلى الفيروس عند رفضه الكفالة وأمر بإجراء فحص كوفيد-19 لجاغو ليدرك حينها أنه لم يجر اختبارًا من قبل.
سعلت ريتشل كونواي في مقاطعة سليجو على شرطي وحُكم عليها بالسجن 28 يومًا، وبهذا كانت أول المسجونين نتيجة جريمة متعلقة بكوفيد-19.
طلبت الشرطة 16,000 غطاء بصاق (لتغطية وجوه المشتبهين بالانقياد نحو هذه الأفعال)، وحذرت العامة أنها ستوجه تهمة الاعتداء إلى كل من يُقبض عليه.
في 28 أبريل، قال مفوض الشرطة درو هاريس إنه منذ الثامن من أبريل بُصق على الشرطة أو تعرضوا للسعال في 31 حادثةً واحتاجوا لاستخدام أغطية البصاق في 15 مناسبةً. في الخامس من مايو، قال هاريس إن الشرطة تعرضت للبصاق أو السعال في 52 حادثةً بين 8 أبريل و2 مايو، واحتاجوا إلى استخدام أغطية البصاق في 28 مناسبة. في التاسع من يونيو، قال هاريس إن الشرطة تعرضت للبصاق أو السعال في 93 حادثةً بين 8 أبريل و6 يونيو، واضطروا لاستخدام أغطية البصاق في 70 مناسبةً.

### الجرائم الأخرى
في 21 مارس، استدعيت الشرطة إلى منزل في لونغفورد كان يشهد احتفال عيد الميلاد الحادي والعشرين لأحد الأشخاص لتشتت مجموعات من الضيوف الذين انتهكوا أوامر التباعد الاجتماعي.
حدثت عملية سطو في أواخر مارس على سفينة لي جورج بيرنارد شو التي رست على رصيف سير جون روغيرسون على أحد جانبي نهر ليفي في مدينة دبلن لتقدم المساعدة للخدمات الصحية التنفيذية. أدى هذا إلى توقيف رجل ومثوله أمام المحكمة بشكل عاجل.
في 31 مارس، صودرت كميات من الهيروين المشتبه بقيمة 70,000 يورو خلال دورية كوفيد- 19على الطريق السريع إم 8 في بلدة فيرموي، وقُبض على أحد الأشخاص.
في السادس من أبريل، صودرت كميات من الكوكايين المشتبه تزيد قيمتها عن 51,000 يورو خلال دورية كوفيد-19 في وترفورد، وقُبض على أحد الأشخاص.
في أول أبريل، اختُرقت جلسة خاصة بالقاصرين عقدتها منظمة جي إيه إيه عبر تطبيق زوم، وبث المخترق خلالها صورًا إباحيةً. تلقت الشرطة الأيرلندية تبليغًا عن الحادثة.
في منتصف أبريل، قُبض على مارتن ستوكس من بلدة كلوندالكن في أثناء سفره بعد تطبيق القيود في شهر أبريل، ويُذكر أن مارتن تغيب عن المحكمة في ثلاث سنوات سابقة تهربًا من تهمة الاحتيال الضريبي بتاريخ 2006 و 2008 و2011 (ووجدته المحكمة مذنبًا نتيجة ذلك)، ورفض القاضي السماح بالكفالة.
في 15 أبريل، أصبح دونيس كونستانستن البالغ من العمر 24 سنةً من بلدة إينيسكورسي في جنوب البلاد أول شخص يُقاضى بتهمة خرق قيود الحركة لمسافة كيلومترين عندما مثل أمام المحكمة في جوري. رفضت المحكمة الكفالة بعد أن أوقفته الشرطة مرتين في أثناء قيادته خلال عطلة نهاية الأسبوع السابقة (التي صادفت عيد الفصح) في موقع يبعد أكثر من كيلومترين عن منزله، إذ وجدوه قرب بلدة بنكلودي في الجمعة العظيمة وقرب بلدة نيو روس في صباح عيد الفصح. اتهم هذا الشاب أيضًا بالقيادة دون رخصة أو تأمين رغم عدم أهليته، وسُجن ثلاثة أشهر لاختراقه قيود االحركة لكيلومترين.
في صباح 16 أبريل، اعتقل رجل وقوضي لمخالفة النظام العام والاعتداء على نقطة تفتيش في موكموين، بويل، مقاطعة روسكومون؛ لم يتعاون الرجل مع قوات الشرطة وأصبح عدوانيًا وبصق عليهم.
في 21 أبريل، صودرت عقاقير بقيمة 230,000 يورو خلال دورية كوفيد-19 في مدينة ليمريك، واعتقل شخصان هناك.
في صباح 24 أبريل، اعتقل شخص من ضاحية باليمون في دبلن، واتهم لاحقًا بأربع اختراقات لقانون الصحة 2020 (الحفظ والحماية وإجراءات الطوارئ الأخرى المتعلقة بالمصلحة العامة).
في 19 مايو، أبلغ تقرير عن منع «مجرم متسلسل» وسائق سيارة سكودا من القيادة مدة سنتين مع تلقي أمر وقف تنفيذ لأربعة أشهر بعد استمراره بسرقة الوقود من محطة بترول مخالفًا قيود السفر المفروضة بسبب كوفيد-19 ليتمكن من تغطية نفقات الكوكايين خاصته.
في 27 مايو، اعتقل شخصان من البرازيل واتهما بحيازة أسلحة نارية واختراق قيود السفر المفروضة في الجائحة. قبض على المجموعة في الساعة 12 منتصف الليل قرب كلارا في مقاطعة أوفالي في أثناء سفرهم في سيارتين.  نُقل الأربعة بشكل منفصل إلى محكمة مقاطعة بورتلاوز صباح 29 مايو.
في 18 يونيو، أصبح شاب بعمر 17 سنةً أول حدث يواجه محاكمةً لخرقه قيود السفر المفروضة جراء الجائحة، ووفق المعلومات، حدثت هذه الاختراقات في بلانشاردس تاون، دبلن، في 25 أبريل، وضمن مقاطعة ليمريك في 27 أبريل، وفي ضاحية كلوندالكن، دبلن، في 28 أبريل.
في 22 أغسطس، قُبض على أربعة أشخاص بعد حضور نحو 500 شخص مسيرةً تناهض إقفال البلاد نظمتها مجموعة السترات الصفراء الأيرلندية في رصيف كوستم هاوس في دبلن.
في 12 سبتمبر، حضر نحو 3,000 شخص احتجاجين مناهضين لارتداء أقنعة الوجه نظمتهما مجموعة السترات الصفراء الأيرلندية في رصيف كوستم هاوس في دبلن. في اليوم التالي بدأ رجال الشرطة تحقيقاتهم حول اعتداء أحد الناشطين بعد اشتباكات بين المجموعة المناهضة للأقنعة واحتجاج معاكس خارج مبنى لينستر هاوس.
في 2 أكتوبر، أوقفت الشرطة الأيرلندية في كاستليتروي 35 حفلةً في السكن الطلابي في جامعة ليمريك واعتقلت 5 أشخاص لخرقهم النظام العام والتعدي على ممتلكات الغير، وأصدرت 30 تحذيرًا للسلوكيات المنافية للقواعد الاجتماعية و70 غرامةً فوريةً؛ 45 منها بسبب استهلاك الكحول و25 لاستخدام مواقف سيارات غير قانونية.

### عملية البقاء
بدأت عملية البقاء (بالأيرلندية: fanacht) في الساعة الثانية عشر ظهر يوم الأربعاء 8 أبريل واستمرت حتى ليلة الاثنين 13 أبريل، وبذلك شملت الفترة الأشد ازدحامًا من عيد الفصح. هدفت هذه العملية إلى فرض قيود السفر الموضوعة حديثًا لكبح انتشار الفيروس. وصف حراس السلام هذه العملية كالتالي في بيانهم المعلن في نهايتها: «في كل يوم من عملية البقاء وضع حراس السلام 150 نقطة تفتيش دائمة على الطرق الكبرى وأكثر من 500 نقطة تفتيش متحركة وأقصر مدة، إضافةً إلى إرسال دوريات تحذيرية إلى المواقع السياحية وأماكن الجمال الطبيعي والمتنزهات والشواطئ».
وضمن هذه العملية أيضًا، أكدت وحدة دعم الشرطة الجوية (جي إيه إس يو) إجراء مروحياتها عمليات مراقبة جوية على المواقع المشبوهة التي يتجمع فيها الناس دون التقيد بالتباعد الاجتماعي. أعلنت الشرطة نجاح عملية البقاء بعد سبع عمليات اعتقال فقط. كان أحد المعتقلين رجلًا بعمر 36 سنةً قاد سيارته من ديري (شمال البلاد) إلى كيري (جنوب البلاد)، واحتج بكونه موظفًا في شركة أمنية (دون أن يقدم دليلًا على ذلك)، بينما كانت حجته الثانية شراء جروين؛ أوقفت الشرطة هذا الرجل في المرة الأولى في دونين بجانب بلدة كاسل أيلاند والمرة الثانية بجانب بلدة كيلارني. مثل الرجل أمام المحكمة في ترالي وسُجن أربعة أسابيع.
سابقًا في التاسع من أبريل، صودرت 20,000 سيجارة غير مختومة تساوي قيمتها أكثر من 10,000 يورو في نقطة تفتيش تخص كوفيد-19 في قرية بوهولا في مقاطعة مايو. في العاشر من أبريل، صودرت كمية كوكايين تساوي أكثر من 6,300 يورو في إحدى نقاط التفتيش. في 13 أبريل (عطلة اثنين الفصح)، تجاوزت امرأتان نقطة تفتيش للشرطة في ليفورد في مقاطعة دونيغال، وتوجهتا شرقًا عبر الحدود. صادرت شرطة أيرلندا الشمالية (بّي إس إن آي) مركبتهما (التي ُوجدت فارغةً بجانب قرية كليدي، مقاطعة تيرون) وغرمتهما أيضًا بناءً على قانون حماية الصحة 2020 في شمال أيرلندا (إن آي). في الساعات الباكرة من 14 أبريل، ألقى رجال الشرطة في دبلن القبض على رجلين وامرأة وصادروا بندقيتين وكميةً من الكوكايين تساوي 500,000 يورو بعد انتهاء مطاردة سيارة بدأت في نقطة تفتيش على طريق فيبسبورو.
استؤنفت عملية البقاء في عطلة نهاية الأسبوع المصرفية في شهر مايو، إذ بدأت في السابعة صباحًا يوم الثلاثاء 28 أبريل واستمرت حتى نهاية يوم الاثنين 4 مايو. شملت العملية ثانيةً وضع نقاط تفتيش على نطاق واسع على العديد من الطرق الكبرى، وآلاف نقاط التفتيش المتحركة على الطرق الثانوية وفي البلدات والقرى. اعتقل رجل بعد خرقه قيود السفر ثلاث مرات في يوم العطلة المصرفية لشهر مايو؛ إذ قُبض عليه بعد رفضه مغادرة حفلة منزلية جنوب البلاد رغم تحذيره من الاجتماع مع أشخاص من عائلة أخرى في أثناء التجول في البلدة. احتج رجل آخر بعدم امتثاله «للقيود المفروضة من حكومة غير منتخبة» عندما أوقفته الشرطة في دبلن وهو متوجه نحو مقاطعة ميث ليعمل بالطلاء. في مساء الثالث من أبريل، صودرت كمية من الكوكايين تساوي 9,000 يورو في نقطة تفتيش تتعلق بكوفيد-19 على الطريق السريع إم 6 قرب بلدة بالينازلو في مقاطعة غالواي، واعتقل أحد الأشخاص.
استمرت عملية البقاء في عطلة نهاية الأسبوع المصرفية لشهر يونيو، التي بدأت يوم الأربعاء 27 مايو واستمرت حتى نهاية يوم الاثنين 1 يونيو. شملت العملية توزيع نقاط تفتيش على نطاق أضيق على العديد من الطرق الرئيسة والمتنزهات والشواطئ والبقاع الجذابة في البلدات والقرى، مركزين على سلامة الطرق بدلًا من فرض قيود السفر المتعلقة بكوفيد-19 بعد الإبلاغ عن مقتل 60 شخصًا في 56 حادث سير بحلول 27 مايو. نُشرت نقاط تفتيش عدة في أنحاء كري وكورك وويكلاو بعد مخالفة عدد من السائقين قيود السفر. في 28 مايو، أعاد رجال الشرطة أكثر من 100 سيارة من مقاطعة ويكلاو. في 29 مايو، أبلغت الشرطة عن توقف عدة سيارات بشكل مخالف على الخطوط الصفراء المزدوجة على أحد شواطئ مقاطعة ويكلاو.
استؤنفت عملية البقاء في الثامن من أغسطس في مقاطعات كيلدير وليش وأوفالي بعد إعادة فرض إجراءات الإغلاق عليها. شملت الإجراءات وضع نقاط تفتيش على العديد من الطرق الرئيسة قرب حدود المقاطعات الثلاثة للتأكد من امتثال العامة للقيود الحكومية التي أعلن عنها رئيس الوزراء الأيرلندي ميشيل مارتن في السابع من أغسطس.
استؤنفت عملية البقاء في 19 سبتمبر في مدينة دبلن ومقاطعتها بعد فرض القيود من المستوى الثالث على العاصمة. شملت القيود إجراء دوريات موجهة ووضع نقاط تفتيش لمراقبة الالتزام بإجراءات الصحة العامة ورؤية أعداد كبيرة من رجال الشرطة المشاة وفي السيارات وعلى الدراجات يراقبون التباعد الاجتماعي والتجمعات بأعداد كبيرة في مرافق الراحة والساحات المفتوحة.
استؤنفت عملية البقاء في ليلة السادس من أكتوبر في جميع أنحاء البلاد بعد فرض قيود المستوى الثالث. شملت الإجراءات وضع نقاط تفتيش على نطاق واسع على العديد من الطرق الرئيسة، وآلاف نقاط التفتيش المتحركة على الطرق الثانوية وفي البلدات والقرى.

### عملية التنقل
بدأت عملية التنقل في السابعة مساءً يوم الجمعة 3 يوليو، إذ بدأ رجال الشرطة تفقد المباني المرخصة في أنحاء البلاد للتأكد من التزامها بإرشادات الصحة العامة المتعلقة بكوفيد-19. سُمح للحانات التي يقتصر عملها على تقديم الطعام بإعادة الافتتاح ضمن المرحلة الثالثة من تطبيق خارطة الطريق التي أقرتها الحكومة لتخفيف القيود، على أن يُثبت الزبائن تناولهم وجبات تكلف أقل من 9 يورو عند وصول الشرطة للتفتيش. من 3 إلى 12 يوليو، أجرى حراس السلام 2,785 عملية تفقد على المباني المرخصة في جميع أنحاء البلاد.
بدأ ملّاك الحانات مخالفة قيود كوفيد-19 في التاسع من يوليو، إذ ضبطت الشرطة 26 خرقًا عند تفقد 37 حالةً فرديةً خلال الأسبوع الأول من التفتيش. في 15 يوليو، وجد رجال الشرطة 11 خرقًا إضافيًا، ما رفع حصيلة المخالفات إلى 37.[468]
في 29 يوليو، أُعلن أن أغلب هذه الحوادث تعود لعدم وجود دليل على تقديم الطعام أو تناوله ولا وجود للإيصالات التي تدل على بيع الطعام.
| مخالفات قيود كوفيد-19 | مخالفات قيود كوفيد-19 | مخالفات قيود كوفيد-19 | مخالفات قيود كوفيد-19 |
| التاريخ               | المخالفة              | عدد المخالفات الكلي   | المراجع               |
| --------------------- | --------------------- | --------------------- | --------------------- |
| 13-19 يوليو           | 20                    | 59                    | [ 326 ] [ 327 ]       |
| 29 يوليو              | 22                    | 80                    | [ 328 ]               |
| 27 يوليو-3 أغسطس      | 24                    | 105                   | [ 329 ]               |
| 4-9 أغسطس             | 14                    | 126                   | [ 330 ]               |
| 11-16 أغسطس           | 13                    | 138                   | [ 331 ]               |
| 17-23 أغسطس           | 26                    | 165                   | [ 332 ]               |
| 24-30 أغسطس           | 21                    | 185                   | [ 333 ] [ 334 ]       |
| 31 أغسطس-6 سبتمبر     | 13                    | 200                   | [ 335 ]               |
| 7-13 سبتمبر           | 16                    | 216                   | [ 336 ]               |
| 14-20 سبتمبر          | 15                    | 232                   | [ 337 ]               |

## السفر

### الرحلات البحرية

#### السفن السياحية
في فبراير -قبل الإبلاغ عن أي حالة إصابة في أيرلندا- ثبتت إصابة مواطنين أيرلنديين لديهما جنسية ألمانية (مزدوجي الجنسية) بكوفيد-19 أثناء تفشي المرض على متن سفينة أميرة الألماس، وعولجوا في مشفى في اليابان، بينما كان هناك تسعة مواطنين أيرلنديين على متن إم إس ويستردام في مدينة سيهانوكفيل قبالة سواحل كمبوديا، وكان سبعة منهم يخضعون للمراقبة بحثًا عن علامات الإصابة بالفيروس.
في منتصف مارس، كُشِف أن العديد من المواطنين الأيرلنديين كانوا على متن السفينة السياحية سيليبرتي أكليبس (كسوف المشاهير) التي منعت تشيلي دخولها، على الرغم من عدم الإبلاغ عن أي وجود أي أمراض على متنها في ذلك الوقت.
في أواخر شهر مارس، كُشِف أن نحو اثني عشر مواطنًا أيرلنديًا كانوا على متن سفينة الرحلات البحرية الهولندية الأمريكية إم إس زاندام التي غادرت بوينس آيرس في 7 مارس، والتي رفضت بنما عبورها عبر قناة بنما بعد إصابة عدد لا يحصى من الركاب بالفيروس ووفاة البعض منهم. نقلت شبكة آر تي إي نيوز عن إحدى العائلات الأيرلندية قولها: «الركاب في هذه الرحلة هم في الغالب من الفئة العمرية التي تزيد عن 65 عامًا. وجميعهم محصورون في مقصوراتهم، وجميعهم قلقون للغاية، يمكنك أن تتخيل». نُقِل الركاب الذين لا تظهر عليهم أي أعراض، بما في ذلك بعض الأيرلنديين، من إم إس زاندام إلى شقيقتها السفينة إم إس روتردام بعد اجتياز اختبار طبي. رست السفينة إم إس زاندام في ميناء فورت لودرديل البحري في بورت إيفرجليدز في ولاية فلوريدا الأمريكية في أوائل أبريل.

### السفر جوًا

#### طيران
في 10 مارس - بعد قرار الحكومة الأيرلندية إغلاق البلاد في محاولة لإبطاء الانتشار السريع للفيروس بعد وصوله إلى الجزيرة - أعلنت شركة رايان إير أنها ستعلق جميع الرحلات الجوية من وإلى أيرلندا والرحلات داخلها أيضًا وذلك حتى 8 أبريل، وفعلت شركة إير لينجوس الشيء نفسه – ولكنها حددت 3 أبريل كتاريخ لانتهاء التعليق.
تنازلت شركة إير لينغوس عن رسوم تغيير الرحلات المحجوزة لأشهر مارس وأبريل ومايو، بينما تنازلت شركة رايان إير عن رسوم تغيير الرحلات المحجوزة حتى نهاية مارس. بحلول أبريل، كان مطار دبلن يستقبل فقط رحلات العودة إلى الوطن، أو تلك التي تحمل إمدادات حيوية (انخفاض بنسبة أكثر من 95% عن نفس الأسبوع من عام 2019)؛ خُفِّض الرحلات في مطار كورك إلى ثلاث رحلات ذهاب وعودة كل يوم، كانت جميعها متجهة من وإلى لندن، غادرت الأولى في الساعة 4 مساءً، والأخيرة في الساعة 7:30 مساءً؛ لم يكن في مطار أيرلندا الغربية أي رحلات تجارية، وكانت الرحلات اليومية من وإلى مطار كيري تتجه إلى دبلن.
عينت المحكمة العليا محققًا مؤقتًا لشركة سيتي جيت في منتصف أبريل.

#### جهود العودة إلى الوطن
أدى الفيروس إلى «أكبر عملية عودة إلى الوطن في تاريخ الدولة»، وفقًا لتانيستي ووزير الخارجية والتجارة سيمون كوفيني، الأمر الذي شمل إنقاذ مواطنين تقطعت بهم السبل في أراض أجنبية مثل أستراليا، ونيوزيلندا، والهند، وجنوب إفريقيا وفيتنام.
في 22 مارس، أعلن كوفيني عن خطة لإعادة المواطنين الأيرلنديين من البيرو بطائرة مستأجرة. في 30 مارس، هبطت رحلة العودة إلى الوطن في مطار دبلن.
أعيد رجل إلى وطنه من كندا عبر لندن في 23 مارس، ثم سافر من مطار دبلن إلى منزله في مقاطعة ليتريم في مقطورة أبقار والده كإجراء احترازي؛ انتشر خبر الرحلة دوليًا في كلا نصفي الكرة الأرضية.
في 15 مايو، أٌبلِغ أن مبادرة نداء أيرلندا، التي أٌنشِئت لإعادة عمال الرعاية الصحية الأيرلنديين الذين تقطعت بهم السبل في أراض أجنبية، ستتوقف بعد عودة 21 ممرضة من الفلبين يوم الأربعاء القادم. بالإضافة إلى توفير معدات الوقاية الشخصية، وتأمين سكن لنحو 43 عاملًا في الخطوط الأمامية، جمعت المبادرة التطوعية أكثر من 90 ألف يورو، وأعادت 67 عاملًا في مجال الرعاية الصحية من 19 دولة، ممولة 154 رحلة جوية.

#### ضوابط
اعتبارًا من أوائل أبريل -وعلى عكس المطارات في شرق آسيا- لم تُفحَص درجات حرارة الركاب القادمين على متن الرحلات القليلة التي لا تزال تصل إلى أيرلندا بحثًا عن أعراض للإصابة بالفيروس.
قال وزير الصحة، سيمون هاريس، للدايل في 23 أبريل إن الوافدين إلى المطار سيُجبَرون على ملء استمارة توضح مكان إقامتهم خلال فترة وجودهم في البلاد.
في 12 مايو، كُشِف أن الشرطة الأيرلندية (Gardaí) ستُمنح سلطة فحص الركاب الذين يصلون إلى أيرلندا من الخارج بموجب قيود كوفيد-19 الجديدة التي اتخذتها الحكومة. يُسمح للشرطة الإيرلندية بالاتصال بعناوين الركاب للتأكد من التزامهم بالعزل الذاتي لمدة أسبوعين عند وصولهم إلى أيرلندا.

#### استمارة تحديد مواقع الركاب
في 22 مايو، أعلن وزير الصحة سيمون هاريس أنه اعتبارًا من 28 مايو، سيُطلب بموجب القانون من جميع الركاب الذين يصلون إلى البلاد ملء استمارة تحديد موقع الركاب. وقع هاريس على اللوائح، وستبقى سارية المفعول حتى 18 يونيو. أعلن أيضًا أن عدم ملء استمارة موقع الركاب سيُعتبَر جنحة، مع غرامة تصل إلى 2,500 يورو أو عقوبة السجن المحتملة.
في 22 أغسطس، أكد وزير الصحة ستيفن دونيلي أن استمارة تحديد موقع الركاب ستصبح عبر الإنترنت يوم الأربعاء 26 أغسطس.

#### القائمة الخضراء
كان من المقرر أن تنشر الحكومة الأيرلندية قائمة خضراء للسفر الآمن في 20 يوليو، ولكنها أُجِّلت بسبب المفاوضات الجارية في بروكسل، حيث كان رئيس الوزراء الأيرلندي ميشيل مارتين يحضر قمة الاتحاد الأوروبي.
في 21 يوليو، عقب اجتماع لمجلس الوزراء في قلعة دبلن، وافقت الحكومة الأيرلندية على إضافة 15 دولة إلى القائمة الخضراء التي يمكن للأشخاص السفر إليها دون الحاجة إلى تقييد تحركاتهم مدة 14 يومًا عند وصولهم إلى أيرلندا، على أن تُراجَع القائمة مرة كل أسبوعين. كانت الدول هي: مالطا، وفنلندا، والنرويج، وإيطاليا، والمجر، وإستونيا، ولاتفيا، وليتوانيا، وقبرص، وسلوفاكيا، واليونان، وجرينلاند، وجبل طارق، وموناكو، وسان مارينو.
في 4 أغسطس، بعد تأجيل المرحلة الرابعة من تخفيف قيود كوفيد-19 -المقرر إجراؤها في 10 أغسطس- أعلن رئيس الوزراء الأيرلندي ميشيل مارتين إزالة خمس دول من القائمة الخضراء. الدول التي أُزيلت هي: قبرص، ومالطا، وجبل طارق، وموناكو، وسان مارينو.
في 17 سبتمبر، أضافت وزارة الشؤون الخارجية ألمانيا وبولندا إلى قائمة السفر الخضراء الحكومية، بينما أُزيلت سبع دول. الدول التي أُزيلت هي: إيطاليا، واليونان، والمجر، والنرويج، وسلوفاكيا، وجرينلاند، وإستونيا.

### النقل العام
في 27 مارس، أعلنت الهيئة الوطنية للمواصلات أن مشغلي خدمات النقل العام سوف ينتقلون إلى جدول جديد للخدمات بشكل تدريجي اعتبارًا من 30 مارس. دخلت الجداول الزمنية المنقحة للسكك الحديدة (Iarnród Éireann) حيز التنفيذ في 30 مارس، بينما دخلت الجداول الزمنية المنقحة لشركات حافلات دبلن (Dublin Bus) وغو أهيد أيرلندا (Go-Ahead Ireland) وحافلات إيرن (Bus Éireann) حيز التنفيذ في 1 أبريل. بموجب الجداول الزمنية المنقحة، جرى تشغيل الخدمات بنسبة 80% تقريبًا من المستويات الحالية. عادت العديد من الجداول الزمنية للمواصلات العامة إلى طبيعتها بحلول 29 يونيو، لكن متطلبات التباعد الاجتماعي تعني أن سعة الركاب الإجمالية بقيت مقيدة.
في 10 يوليو، وقع وزير الصحة ستيفن دونيلي على لوائح تجعل ارتداء أغطية الوجه إلزاميًا في وسائل النقل العام، دخلت حيز التنفيذ في 13 يوليو. أولئك الذين يرفضون الامتثال للوائح قد يواجهوا غرامات تصل إلى 2,500 يورو واحتمال السجن لستة أشهر. أظهرت الأرقام الصادرة عن الهيئة الوطنية للمواصلات مستويات امتثال تتراوح بين 70% و95% في الحافلات والقطارات والترام. أبلغت شركة حافلات إيرن عن امتثال بنسبة 95% على خدماتها، وقالت شركة السكك الحديدية إنه كان 90%، بينما أبلغت شركة حافلات دبلن عن نسبة امتثال 80%، وقال شركة لوكاس للترام إنه كان بين 75% و80%.
في 21 يوليو، أعلنت وزارة الصحة عن قبول واقيات الوجه كبديل لتغطية الوجه في وسائل النقل العام.

## أخرى
حدث هلع شراء لمطهرات الأيدي وأقنعة الوجه مع انتشار الخوف من الجائحة.
دخل سكان جزيرة أرانمور، قبالة ساحل مقاطعة دونيجال، في عزلة ذاتية وطلبوا من الزائرين الابتعاد. حتى منتصف أبريل، لم يُبلَغ عن حدوث أي حالات إصابة في الجزيرة.
في أواخر مارس، أُغلقِت جميع المتاجر كجزء من الإجراءات التي فُرِضت لمكافحة انتشار كوفيد-19. ومع ذلك، قال وزير الزراعة والأغذية والبحار مايكل كريد إن وزارة الزراعة والأغذية والبحار ستسمح بإعادة فتح متاجر المواشي لأسباب محدودة إذا كان من الممكن الالتزام بالمسافة الاجتماعية. وهكذا، مثل ذلك تجربة جديدة بالنسبة لأيرلندا، سوق افتراضي يحدث في مقاطعة ميث، قد حرض حدوثه القيود التي فرضتها الجائحة على التجمعات الاجتماعية. قدمت شركة البرمجيات الزراعية الأيرلندية لايف ستوك لايف (ومقرها في مولينجار) تقنية البث المباشر لتسهيل المزايدة عبر الإنترنت للمزارعين، بعد أن قدمت لأول مرة كاميراتها لسوق كارناروس في يناير 2018، وأكملت اختبارها في اليوم السابق لإغلاق المتاجر في عام 2020 ما يمنح سوق ميث ميزة على الآخرين.
دفعت النصائح التي قدمتها الجمعية الأوروبية للتكاثر البشري وعلم الأجنة في 15 مارس إلى إغلاق عيادات الخصوبة ما ألأحق خللًا كبيرًا في علاج أطفال الأنابيب. قارنت إحدى النساء في برنامج صباح الخير أيرلندا نفسها بالحصان: «لقد عوملنا مثل أفراس الأحصنة».
بحلول بداية شهر أبريل، أُلغِي ما لا يقل عن عشرين عرضًا زراعيًا -من بين هذه الفعاليات التي كان من المقررة عقدها: لأثينري، وأثلون، وبالينروب، وعرض باليفور للخيول، وبالفويل، وباندون، وبانو/راثانجان، وبلجولي، وكارنو، وتشارليفيل، وكوراندولا، ودونغارفان وإنيستايمون وغوري وميدلتون ونيو ماركت أون فيرغس ونوبر وأولد كاسل وريفرز تاون وسكاريف وتايدافنت وتولامور وويست بورت. في 8 مايو، أُلغيِت بطولة 2020 الوطنية للحراثة، لتي كان من المقررة عقدها في مقاطعة كارلو في منتصف سبتمبر.
في 22 مارس، أغلق مجلس مقاطعة ويكلو جميع مواقف السيارات والمرافق في جليندالو بعد أن تجمعت الحشود في أكشاك الطعام هناك في اليوم السابق. في 11 أبريل، أغلق مجلس مقاطعة دان لاوغاير راثداون أماكن الاستحمام في مناطق سيبوينت وسانديكوف وفورت فوت في وجه العامة «حتى إشعار آخر»، بعد أن فرض حظرًا سابقًا على وقوف السيارات في ساندي كوف وفيكو وشاطئ كيليني ومحطة السكك الحديدية في المنتجع الساحلي.
ضمن أفراد قوات الدفاع الاحتياطية لأول مرة وظائفهم ذات الدوام كامل، اعتبارًا من هذه الجائحة، لمساعدة قوات الدفاع النظامية أثناء حالات الطوارئ إذا لزم الأمر.
في أبريل، مدد اليانصيب الوطني لمدة ثلاثة أشهر الفترة الزمنية التي سمح خلالها للأشخاص بالحصول على جوائزهم من سحوبات لوتو، ويورومليونز، وتيلي بينغو، وديلي مليون، من 9 يناير حتى 5 يوليو. مُنِح الفائزون ببطاقة الحك (سكراتش كارد) الذين كان من المقرر أن تنتهي ألعابهم في أبريل، مدة إضافية حتى 1 أغسطس للحصول على جوائزهم. كان هذا بسبب القيود المفروضة على السفر، والتي منعت الناس الذين يقطنون في المناطق النائية من البلاد من الذهاب إلى مقر اليانصيب في شارع آبي. من بين المتأثرين كان صاحب تذكرة فائزة -جرى شراؤها في كيلارني في جنوب غرب البلاد- لسحب كان دائرًا منذ فبراير حتى جرى الفوز به في نهاية أبريل.
في أوائل أبريل، أعلن معهد دبلن للدراسات المتقدمة -الذي يعمل مع هيئة المسح الجيولوجي في أيرلندا- أنهم اكتشفوا انخفاضًا ملموسًا في الضوضاء الزلزالية نتيجة لقيود فيروس كورونا. باستخدام الشبكة الوطنية الأيرلندية لرصد الزلازل، وجدوا أن مستوى الضوضاء الزلزالية كان أقل بثلاث مرات مما كان عليه قبل فرض القيود.
شكر المدير العام لمنظمة الصحة العالمية، تيدروس أدهانوم غيبريسوس، إيرلندا شخصيًا في 16 أبريل بعد أن ضاعفت الدولة مساهمتها السنوية أربع مرات لتصل إلى 9.5 مليون يورو، في أعقاب قرار دونالد ترامب تعليق التمويل الأمريكي.
في منتصف أبريل، طلبت مجموعات المسافر أن يلتزم أعضائها بقيود الجنازة بعد تداول لقطات فيديو لجنازة كبيرة في بلدة بير بمقاطعة أوفالي، حيث جرى تجاهل جهود التباعد الاجتماعي. راقبت الشرطة الأيرلندية المسلحة -عند علمها أن 70 شخصًا كانوا يسافرون من الخارج- جنازة أخرى، وهي جنازة مسافر مصاب بفيروس كورونا، في شمال دبلن في صباح يوم 18 أبريل، بسبب انتهاكات التباعد الاجتماعي، واعتبرت القوة على الأرجح سبب حدوث السلوك العنيف أثناء الحدث وبعده. في أواخر أبريل، ذكرت مجموعات المسافرين أعضائها مرة أخرى، هذه المرة «بشكل مُلِح»، بعدم الإصرار على حضور الجنازات بهذه الأعداد الهائلة. عندما علمت الشرطة الأيرلندية أن حفل زفاف المسافر كان في مقاطعة ويكسفورد، أغلقوه قبل ساعة واحدة من بدايته المقررة بسبب عدم وجود تباعد اجتماعي بين المسافرين. لم يلتزم الغجر، 5% منهم فقط مواطنون أيرلنديون والعديد منهم يفضلون العيش معًا بأعداد كبيرة، دائمًا بالتباعد الاجتماعي.
حدثت زيادة ملحوظة في رمي النفايات بشكل غير القانوني بعد وصول الفيروس إلى الشواطئ الأيرلندية. كانت المشكلة بارزة للغاية في كورك لدرجة أن مجلس المدينة دعا إلى ضبط النفس. وشملت المدن الأخرى التي تضررت بشدة: دبلن، وجالواي، وكيلكيني، ووترفورد. تنازل مجلس مقاطعة ميث عن الرسوم في مراكز إعادة التدوير التابعة له في نافان، وكيلز، وتريم، في محاولة منه لحل المشكلة محليًا. كان تقدير مجلس مقاطعة لاوث في منتصف أبريل حدوث زيادة بنسبة 25% في رمي النفايات غير القانوني عن الأسابيع السابقة. كانت البطاريات، وأجهزة التلفزيون، والثلاجات، من بين الأشياء التي أُلقِيت في بقعة محلية في شبه جزيرة إنشاوين، على بعد بضعة كيلومترات من مركز إعادة التدوير في بلدة كارندونا.
في 17 أبريل، أعلنت وزيرة الحماية الاجتماعية ريجينا دوهرتي أن مكتب السجل العام قد وضع ترتيبات للأبوين من أجل إرسال استمارات تسجيل المواليد عن طريق البريد الإلكتروني أو البريد العادي. حتى ذلك الحين، كان بإمكان الأبوين تسجيل مواليد أطفالهم فقط من خلال زيارة مكتب السجل العام شخصيًا، وهي ممارسة سارية منذ عام 1864 عندما سُجِّلت الولادة الأولى. كان أول طفل قد سُجِّلت ولادته إلكترونيًا هو آرون رافيرتي من مالاهايد بمقاطعة دبلن.
في يوم 21 أبريل، أُلغيت مسابقة تيدي تاونز السنوية لأول مرة في تاريخها.
بعد الضغط العام والسياسي، قدمت شركات تأمين أليانز، وأكسا، وإف بي دي وآر إس إيه، وزيورخ، في أواخر أبريل «إغاثة» للسائقين الذين تقطعت بهم السبل، والذين لديهم تأمين على المركبات لم يتمكنوا من تحقيق الاستفادة منه بسبب القيود المفروضة على حركتهم.
في علم الآثار، عثر مشغل طائرة بدون طيار على حصن منحدر غير معروف من قبل بالقرب من بلدة لاهينش بمقاطعة كلير أثناء القيود؛ أُضيف لاحقًا رسميًا إلى قائمة الآثار الوطنية في مقاطعة كلير.
في 14 مايو، أعلن مكتب الأشغال العامة أنه سينفذ تدابير مؤقتة لضمان التباعد الاجتماعي في فينكس بارك اعتبارًا من يوم الاثنين التالي، نتيجة «مشكلات سلامة الطرق الجديدة المهمة التي لم تجري تجربتها من قبل» بسبب زيادة أعداد المشاة وراكبي الدراجات. في 14 مايو أيضًا، أصدر مجلس مقاطعة دان لاوغاير راثداون بيانًا قال فيه إنه سيجري إنشاء نظام مرور مؤقت أحادي الاتجاه في قرية بلاكروك بمقاطعة دبلن في وقت لاحق من ذلك الشهر بسبب تأثيرات الفيروس.
في 18 مايو، حث مركز مراقبة الحماية الصحة التابع لإدارة الخدمات الصحية الناس على أن يكونوا على دراية بداء الفيالقة (الليغونيلا) الذي قد ينجم عن نمو البكتيريا على الأجهزة التي تُركِت دون استخدام بسبب الجائحة.
في مساء يوم 19 مايو، أصدر الأمير تشارلز بيانًا أشار فيه إلى أنه «بحزن خاص، بسبب أزمة الصحة العامة الحالية»، لم يتمكن هو والدوقة كاميلا من المشاركة في زيارتهما السنوية إلى أيرلندا في عام 2020. جرى توقيت البيان ليتزامن مع عشية الذكرى الخامسة لزيارته إلى جزيرة مولاغمور بمقاطعة سليجو، وهو موقع وفاة عم تشارلز الأكبر اللورد مونتباتن في عام 1979.
في 23 مايو، أغلق مجلس مدينة غالواي سوق سانت نيكولاس بسبب التباعد الاجتماعي غير الكافي بعد فترة وجيزة من إعادة فتحه.
في 24 يونيو، أُلغيت فعالية بطولة القتال النهائي التي كان من المقرر عقدها في مسرح أرينا 3 الروماني في دبلن يوم 15 أغسطس.
في 9 يوليو، قال المفوض الرئيسي بالنيابة للجنة حقوق الإنسان والمساواة الأيرلندية فرانك كوناتي إن أقسى تأثير لجائحة كوفيد-19 كان على كبار السن الذين يقيمون في أماكن رعاية مجمعة، مثل دور رعاية المسنين ومنشآت الرعاية طويلة الأجل.
في 15 سبتمبر، أعلن المكتب المركزي للإحصاء أن الإحصاء السكاني المقبل، والذي كان من المقرر إجراؤه في أبريل 2021، قد أٌجِّل حتى أبريل 2022 بسبب القيود التي «منعت أو أخرت العديد من الأنشطة الرئيسية الُمخطط لها خلال الأشهر الأخيرة»، بالإضافة إلى مخاوف بشأن سلامة موظفيها وعامة الناس.